# Liste des ponts de Reims
Cet article recense les ponts de la ville de Reims au-dessus d’un cours d’eau, ainsi que les ouvrages d’art construits pour ou au-dessus des voies de communication.

## Historique des constructions des ponts
Chronologiquement, les différents ponts sont apparus :
- Sur la Vesle et ses affluents, pour sa défense, pour l'alimentation en eau des habitants et lors de l’extension de la ville ;
- Puis par l’arrivée du canal. Le premier tronçon Berry-au-Bac – Reims du Canal de l'Aisne à la Marne est inauguré le 26 mars 1848 ;
- Ensuite, par l’arrivée du chemin de fer à Reims et ses prolongements. La ligne d'Épernay à Reims est ouverte en 1854 par la Compagnie des chemins de fer de l'Est. La ligne assure la desserte de Reims et des Ardennes depuis Paris.
- Enfin par le développement du réseau routier et autoroutier. La section « Tinqueux - Les Islettes » de l’autoroute A4 a été mise en service en 1976. Le contournement de Reims avec la mise en service du  boulevard des Tondeurs (ou Rocade Nord de Reims (RNR)) en ?.

## Ponts sur la Vesle et ses affluents
La Vesle est alimentée dans l'agglomération rémoise par le Rouillat et par la Muire.

### Sur la Vesle

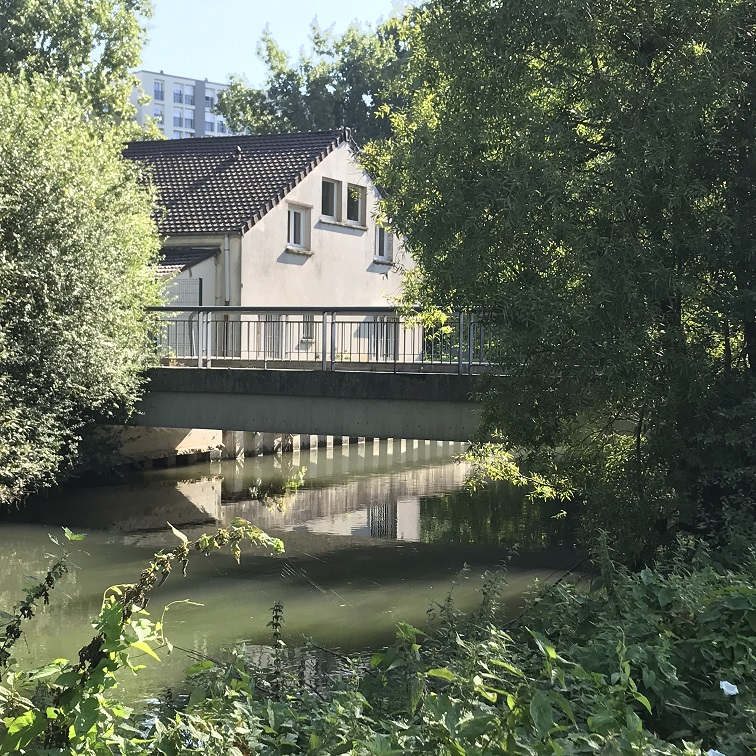

- Passerelle (rouge) Parc de Vesle

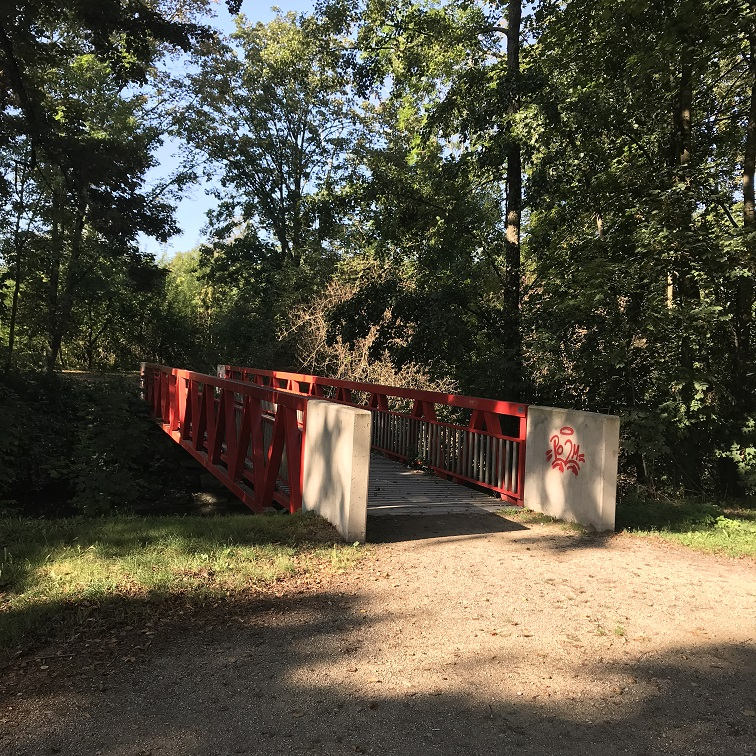

- Passerelle (alu) sur le bras de la Vesle donnant accès aux Régates Rémoises (accès privé).

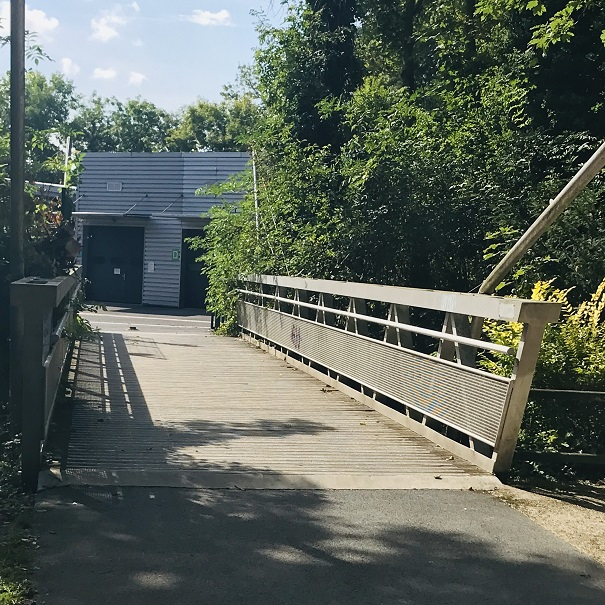

- Passerelle (alu) sur la Vesle en prolongement de la précédente.

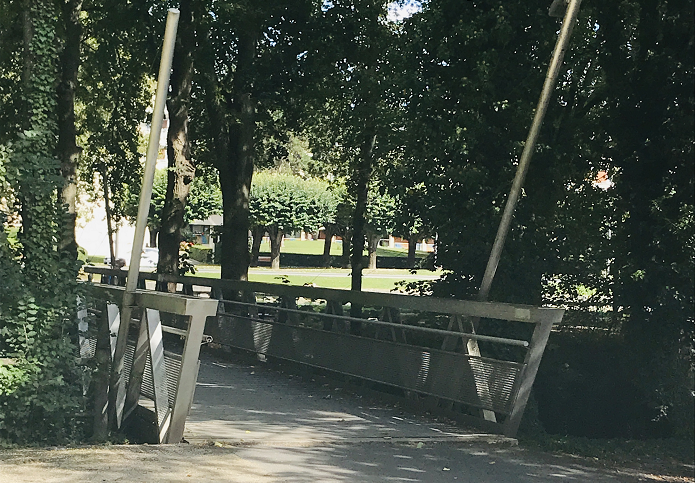

- Pont routier Fléchambault sur la Vesle

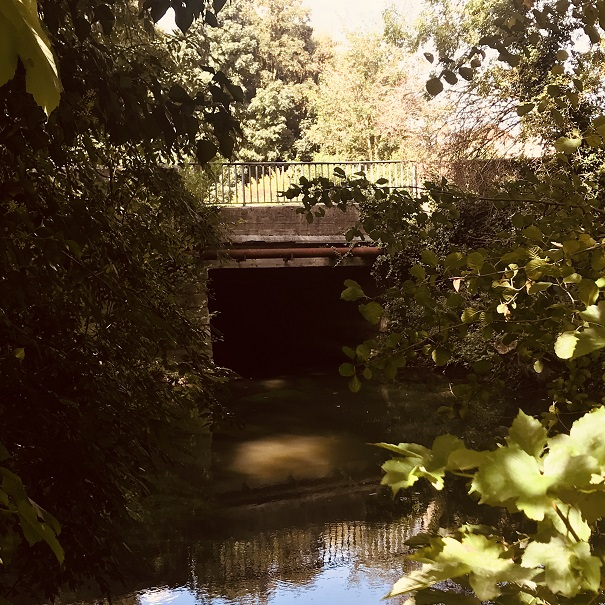

- Passerelle (marron) Parc de la Roseraie

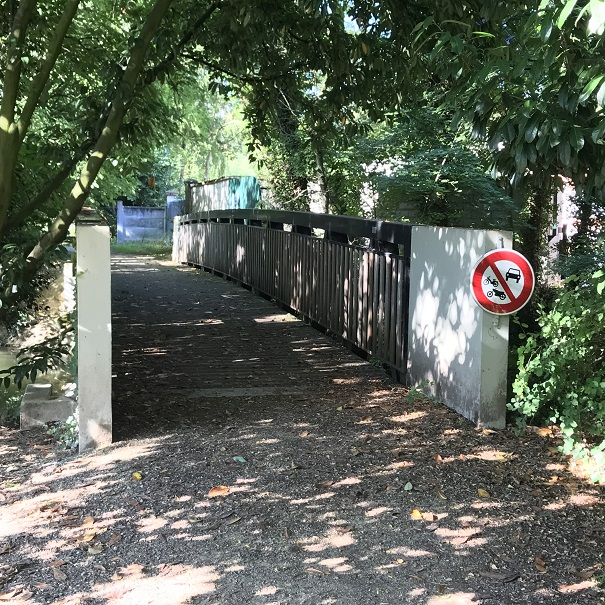

- Pont routier Rue de la Roseraie

- Pont routier Avenue de Champagne

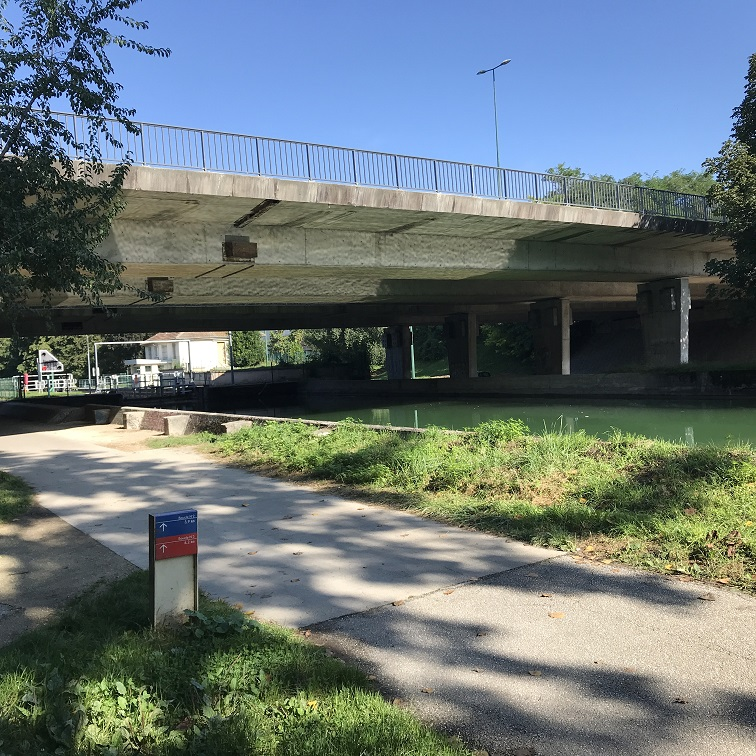

- Passerelle (verte) de la station MouvRock vers les jardins Familiaux

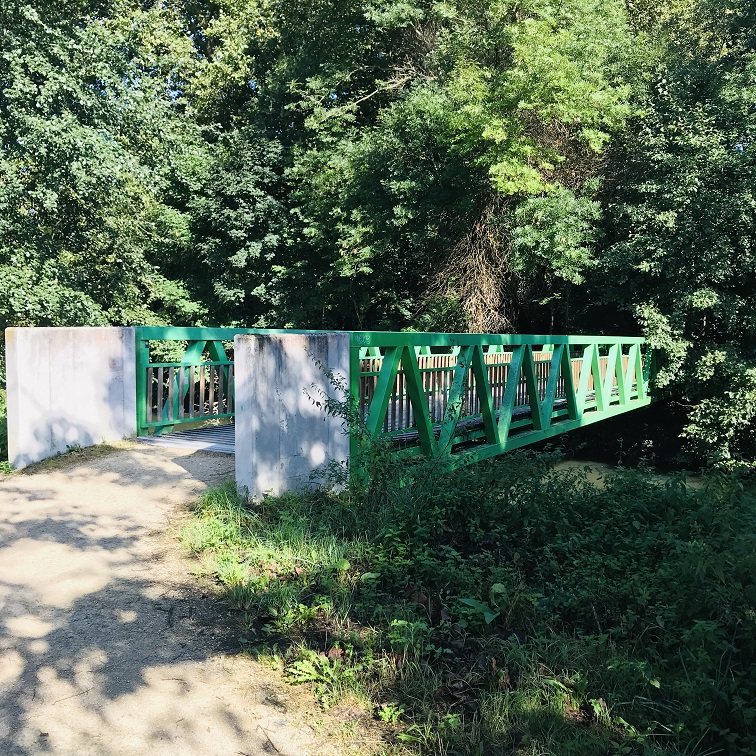

- Passerelle (bleue) du bain des trois rivière vers les jardins Familiaux du Parc de Vesle

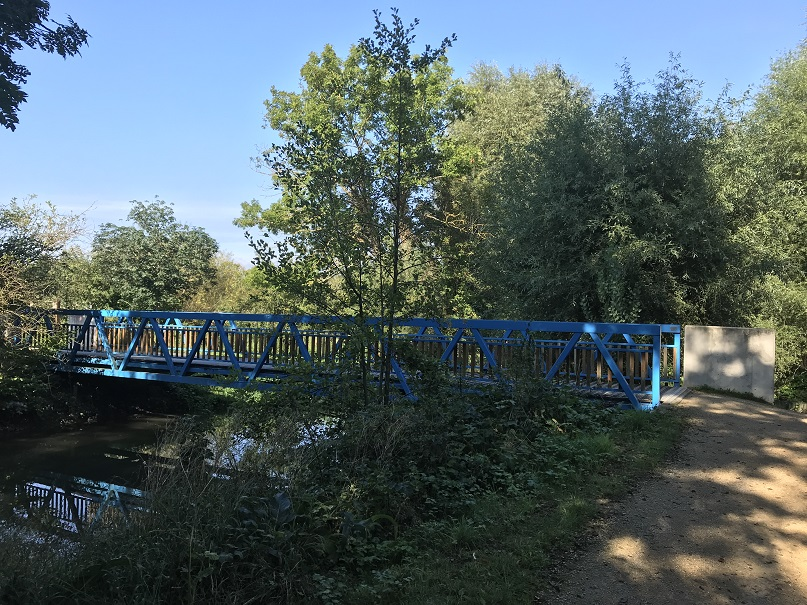

- Passerelle (en bois) du bain des trois rivières

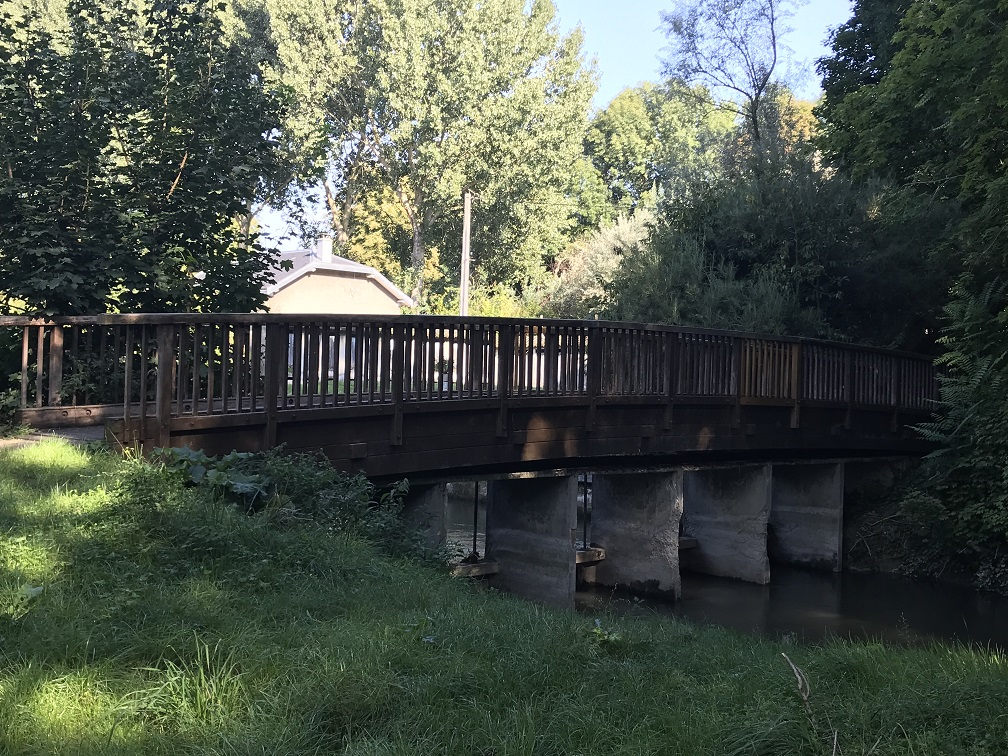

- Pont Route sur la Vesle sur Rue Albert Thomas ver Route de Cormontreuil

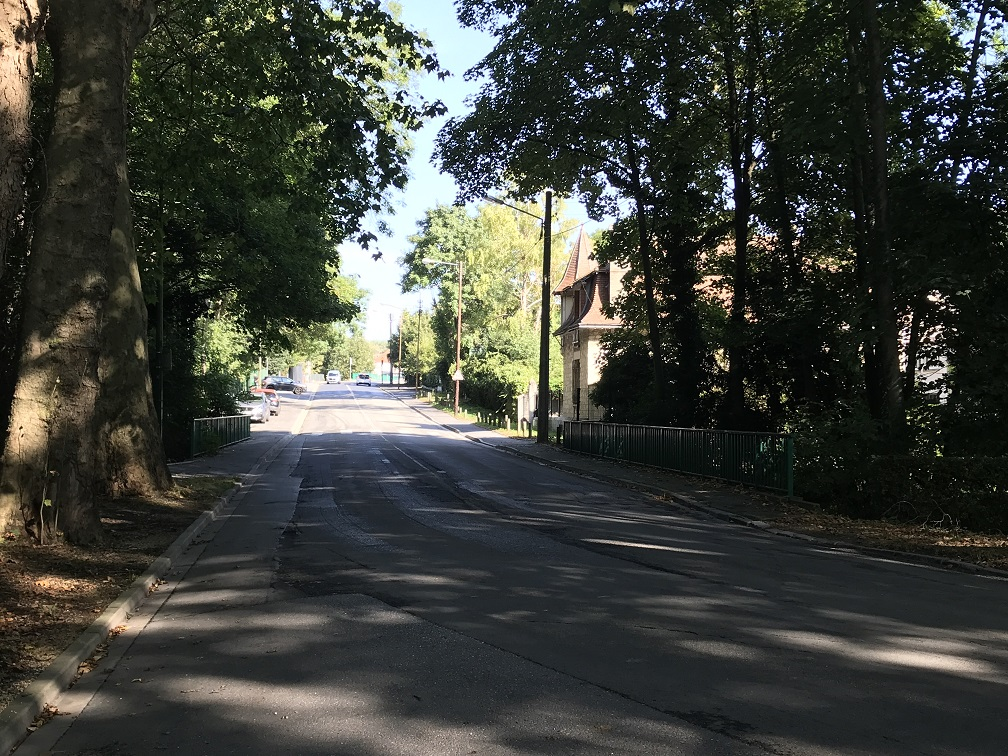

- Pont Route sur bras de la Vesle Rue René de Bovis

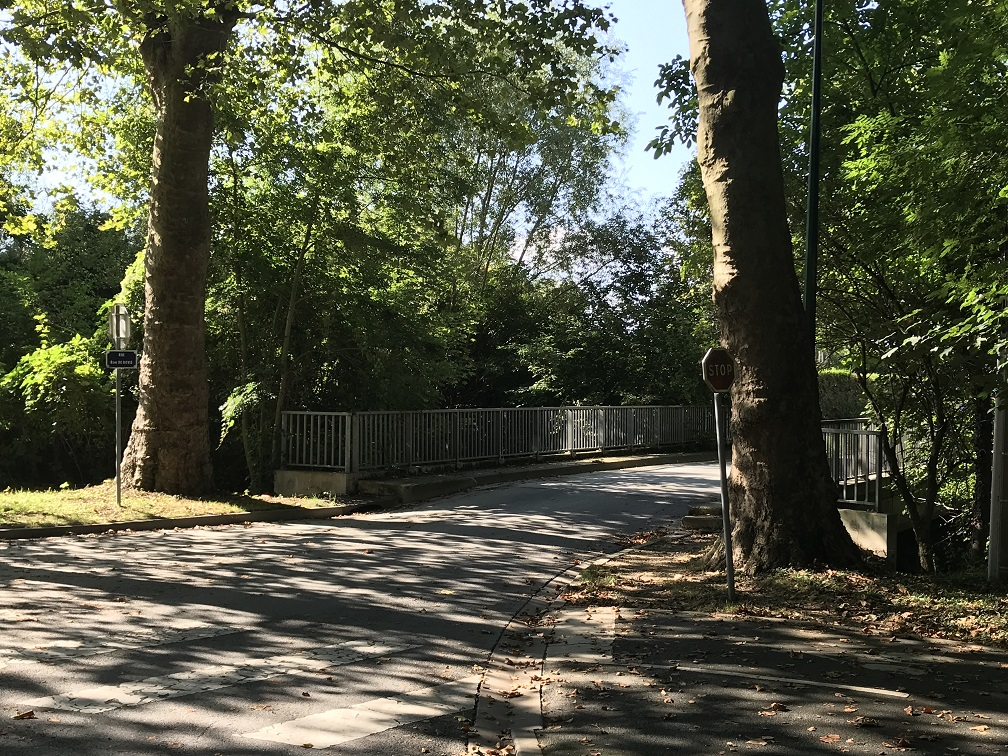

- Passerelle (béton) vers Villa 1900

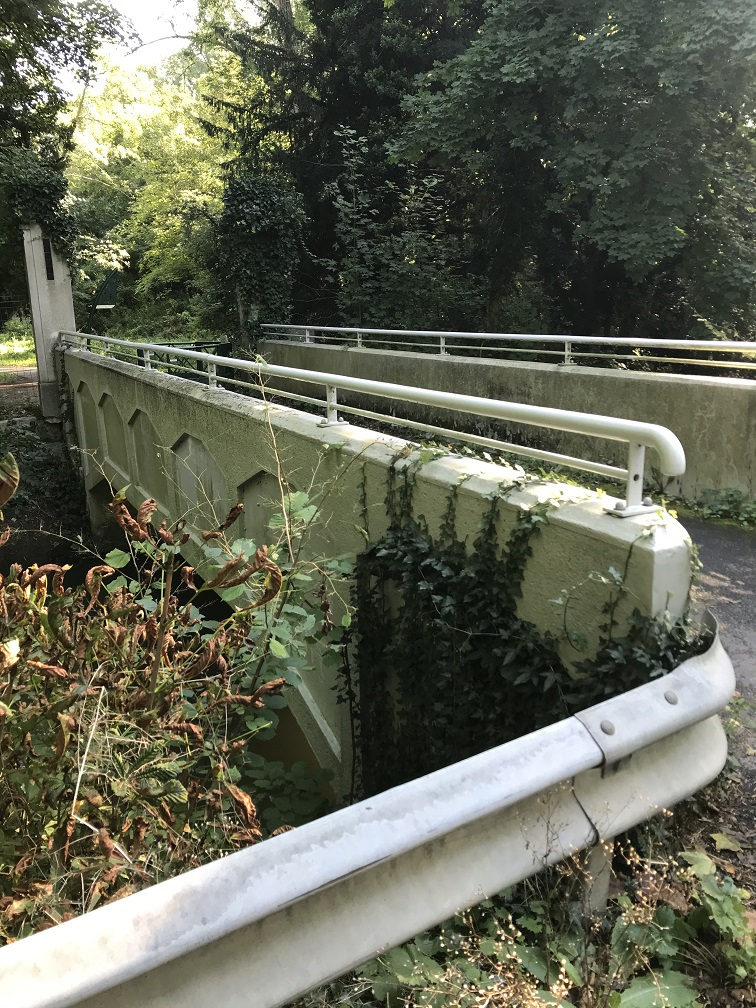

## Ponts au-dessus du canal
- Le pont de la Neuvillette sur l'Avenue Nationale :

Il enjambe le canal de l'Aisne à la Marne et la Coulée Verte.
Le pont actuel reconstruit est en béton armé.

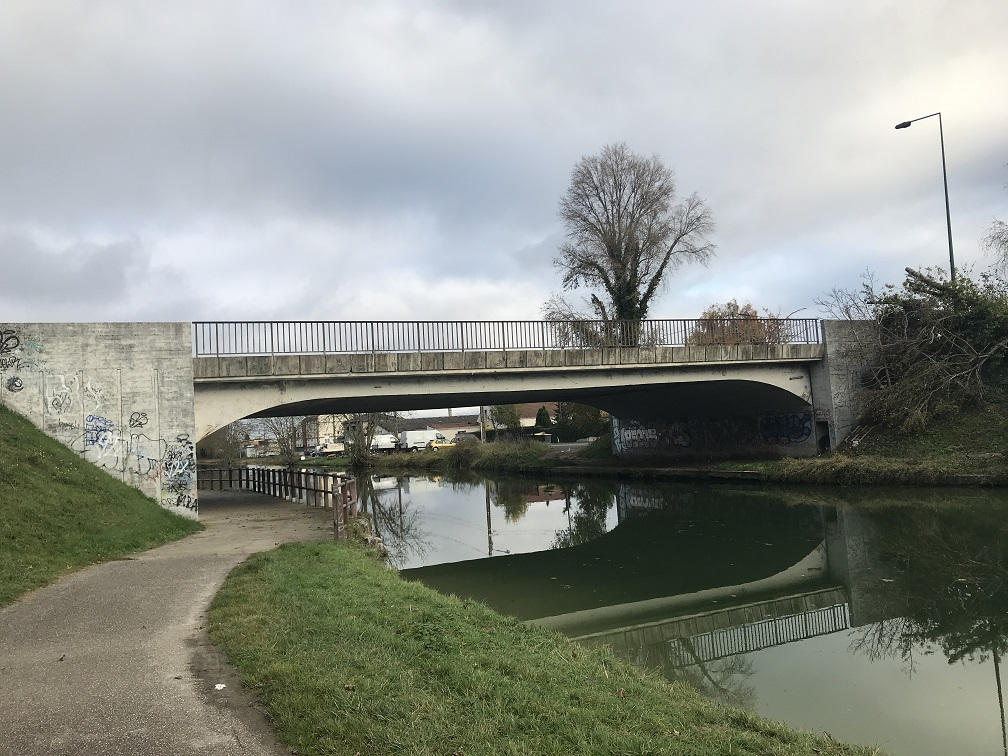
Nouveau pont-route de la Neuvillette sur l'Avenue Nationale.
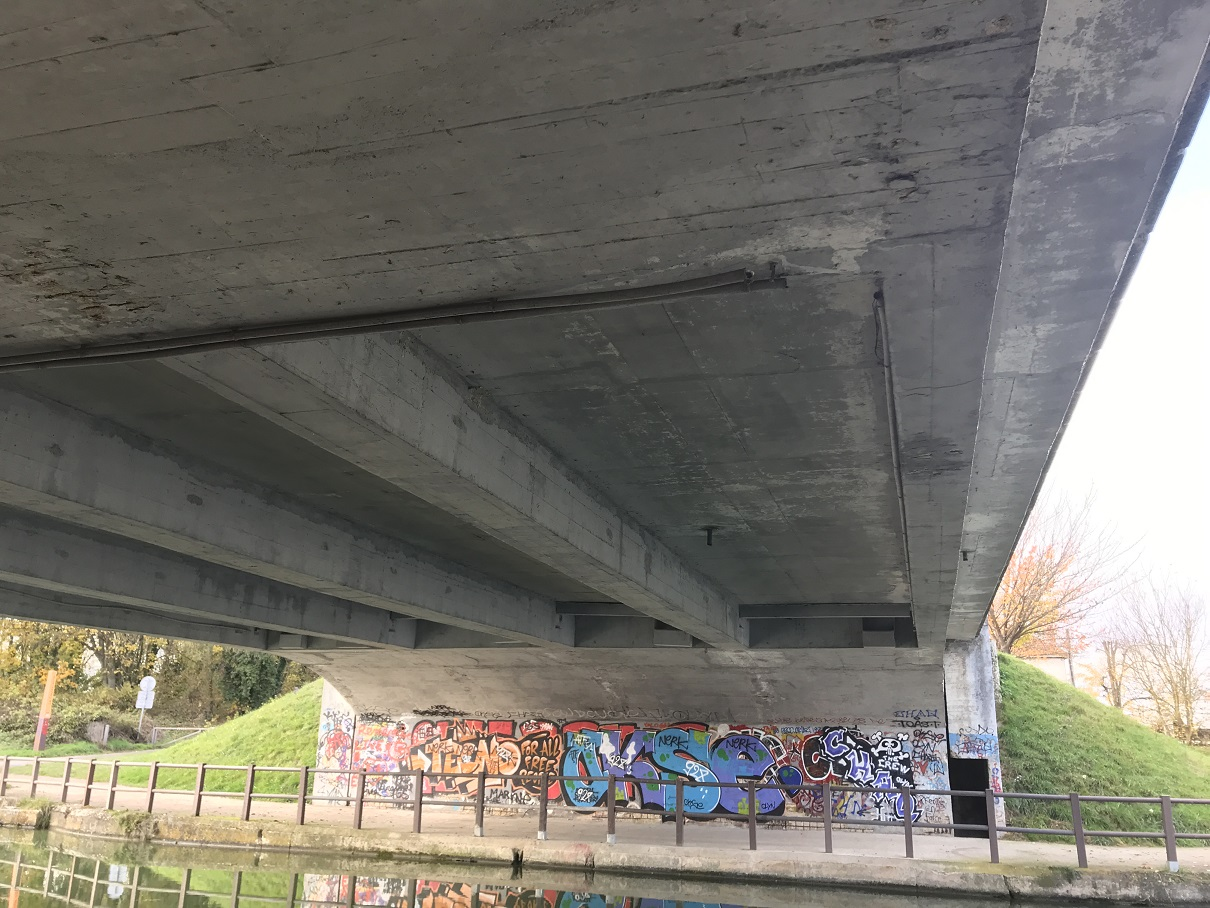
Structure du pont-route de la Neuvillette sur l'Avenue Nationale.

- Limite avec la commune de Saint Brice Courcelles.

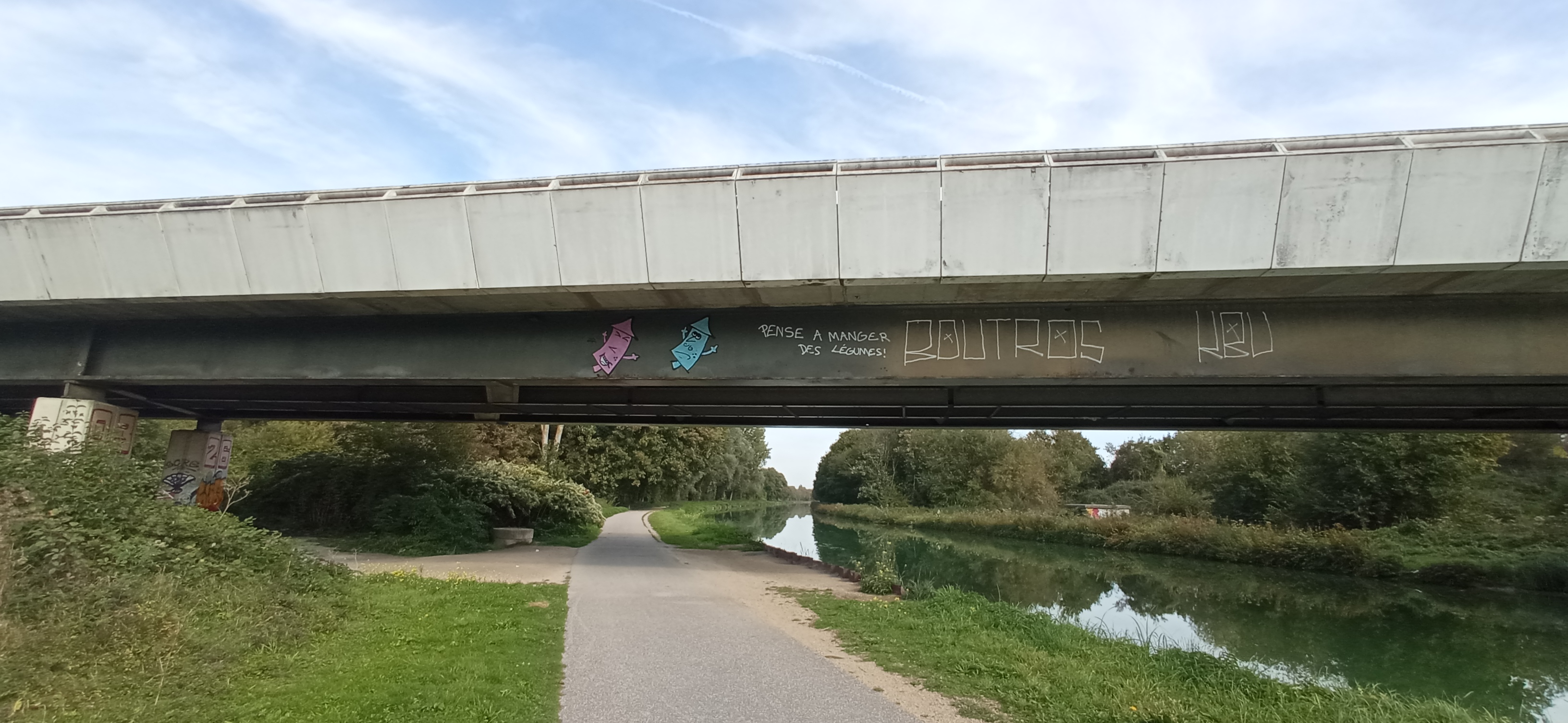
st-Brice-Courcelles/Reims pont-route de la D944 franchissant le canal.

- Le pont de Saint-Brice sur la rue Pierre Maitre :

Le pont de Saint-Brice est détruit en 1914. 
Il est reconstruit entre les deux guerres et à nouveau détruit en 1940. 
Un pont provisoire métallique est alors installé sous l’occupation allemande, pont que les troupes américaines emprunteront à la libération le 30 août 1944.
Le pont actuel, en béton armé, a été construit en 1947, mais décalé par rapport au pont historique pour être en prolongement de la rue Ernest-Renan.
Il était utilisé, autrefois, par le Chemins de fer de la Banlieue de Reims (CBR), sur la ligne de Reims - Cormicy.

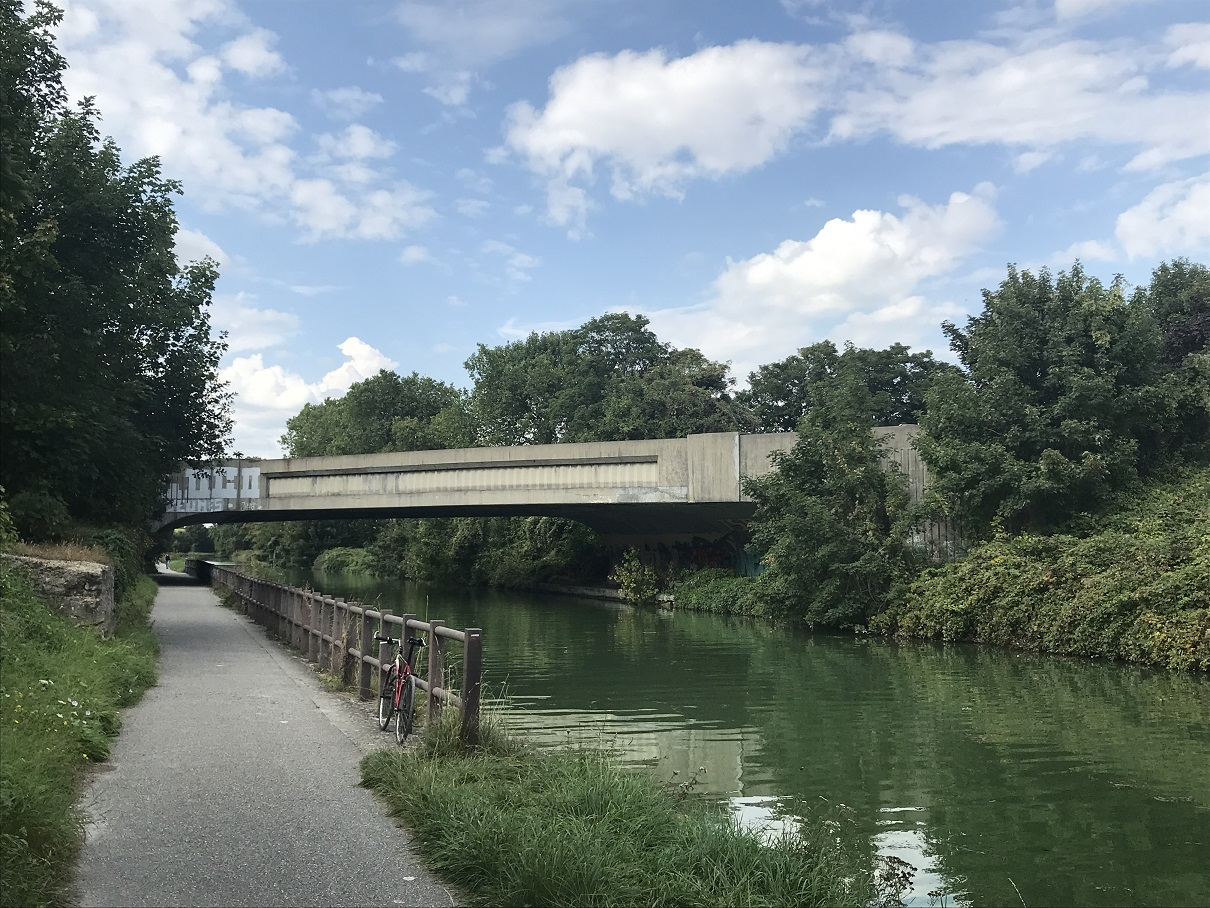
Nouveau pont de Saint-Brice Courcelles.

- La passerelle Bienfait,

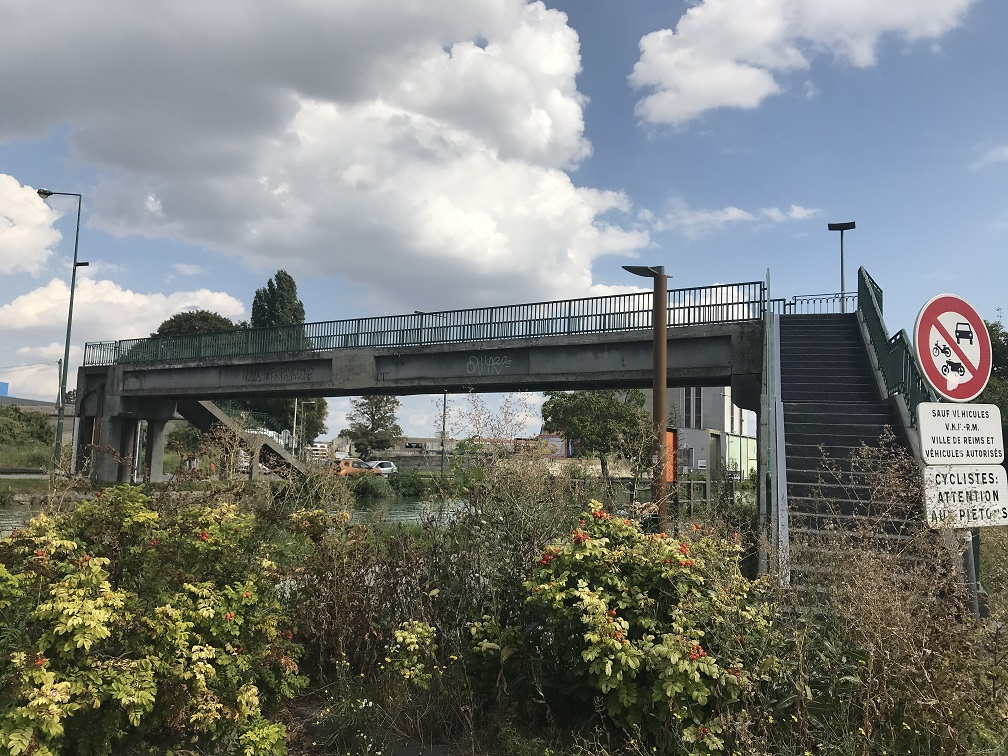
Reims Passerelle Bienfait

- Le pont-rail de Soissons de la ligne de Soissons à Reims,

À l'origine, le pont rail de Soissons, comme le pont-rail d'Épernay, était en métallique avec une passerelle.
En août 1944, l'armée allemande fit détruire le pont avant de quitter Reims
- La passerelle du Bois d'Amour sur le Canal de l'Aisne à la Marne :

Cette passerelle, détruite au cours de la Grande Guerre, a été reconstruite au début des années 1920.
Elle a été refait en 2002.

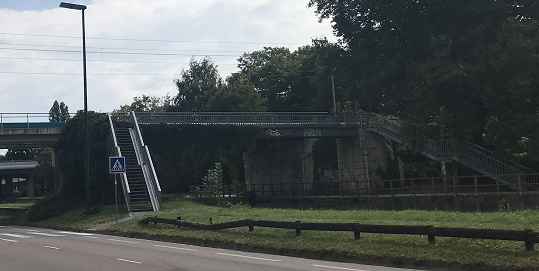
Passerelle du Bois d'Amour

- Le Pont-rail d'Épernay de la ligne d'Épernay à Reims,

À l'origine, le pont rail d'Épernay, comme le pont-rail de Soissons, était en métallique avec une passerelle.

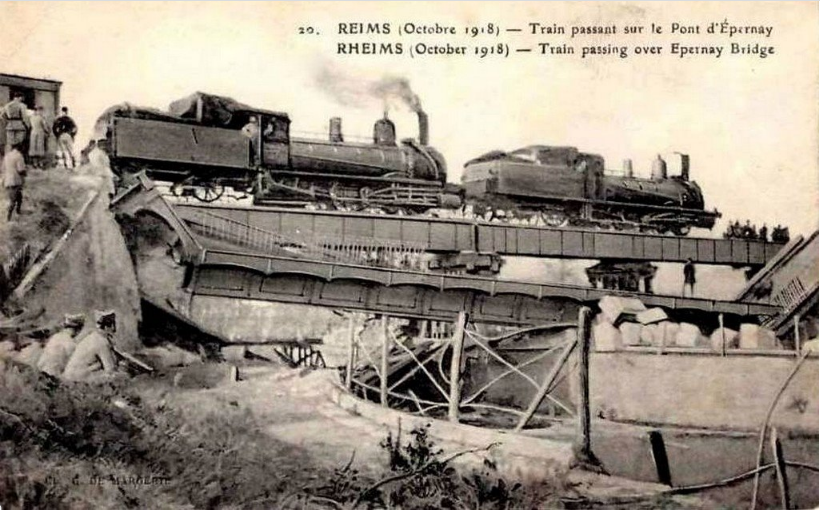
Pont-rail provisoire d'épernay et pont détruit.

- Le pont de l’échangeur Reims-Centre,

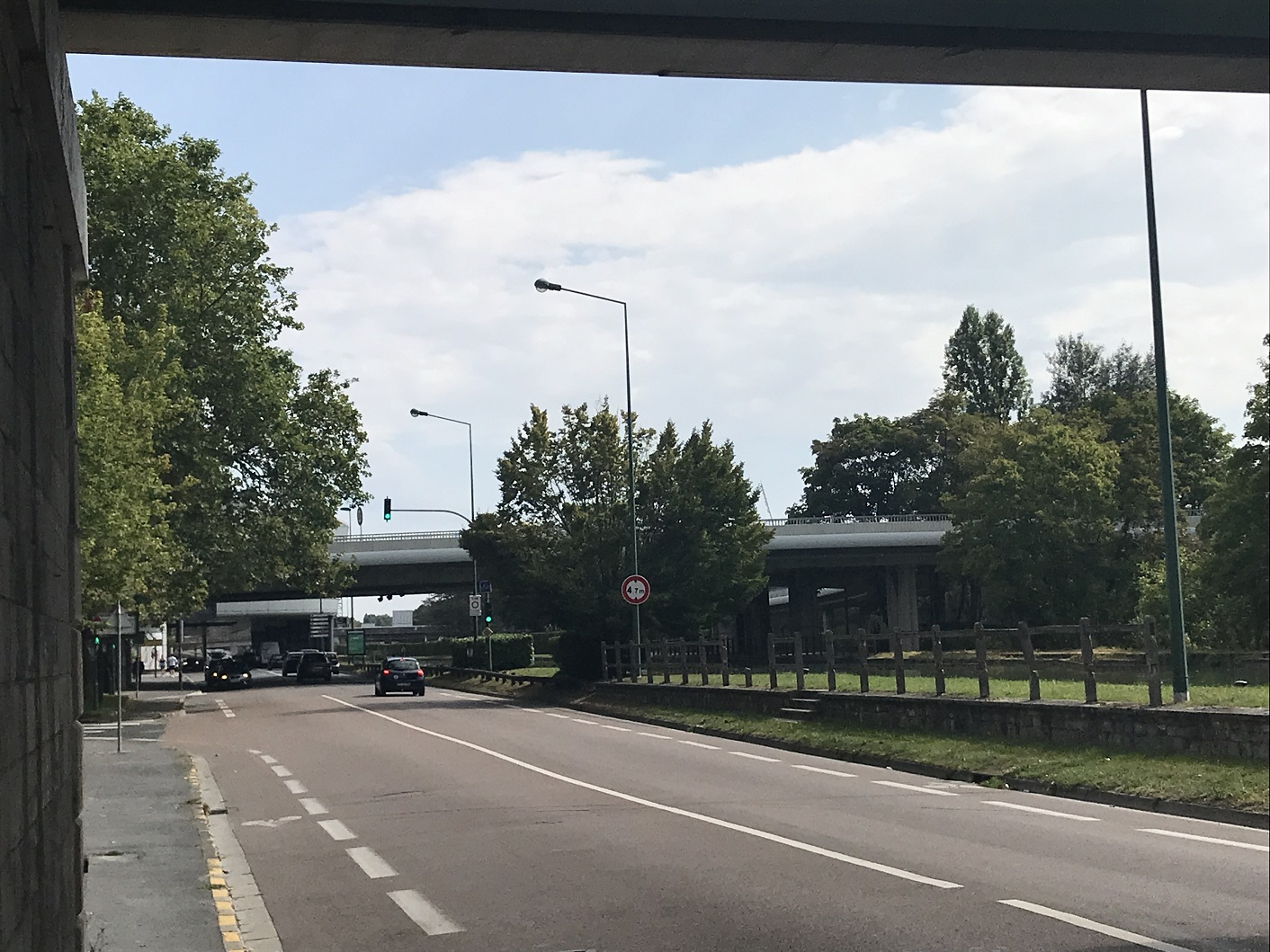
Pont-rail sur la bretelle de sortie de Reims Centre vers la voie Jean Taittinger

- Le pont de Vesle qui relie la rue de Vesle à la rue du colonel Fabien.

Le pont de Vesle est un pont en béton armé. Plusieurs fois détruits pendant la guerre de 39-45, et reconstruits, il sera transformé pour l’arrivée de l’autoroute A4 qui deviendra la voie Jean Taittinger.

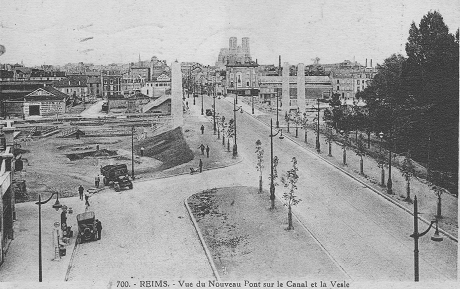
Reconstruction du pont de Vesle après la guerre 1940
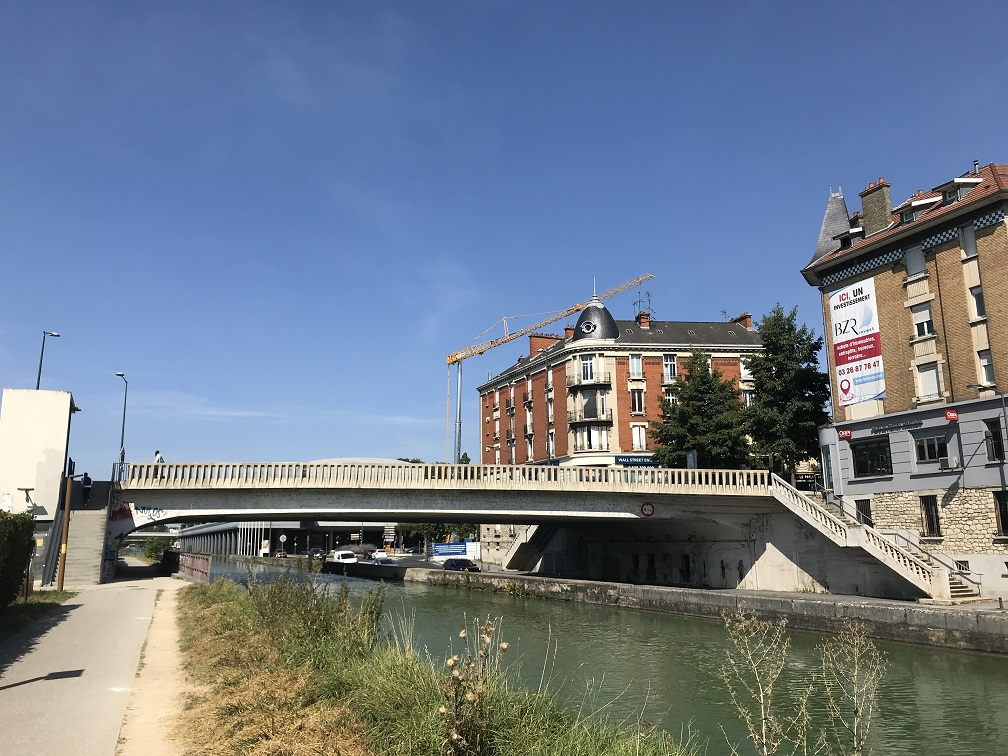
Pont de Vesle, actuel, partie sur le canal

- Le pont  Hincmar  qui relie l’avenue du général De Gaules à la rue Hincmar :

Il est appelé soit « Pont Général de Gaulle », soit « Pont Hincmar ». Il remplace un pont tournant. 
Il s’agit d’un Pont à poutres en béton précontraint.

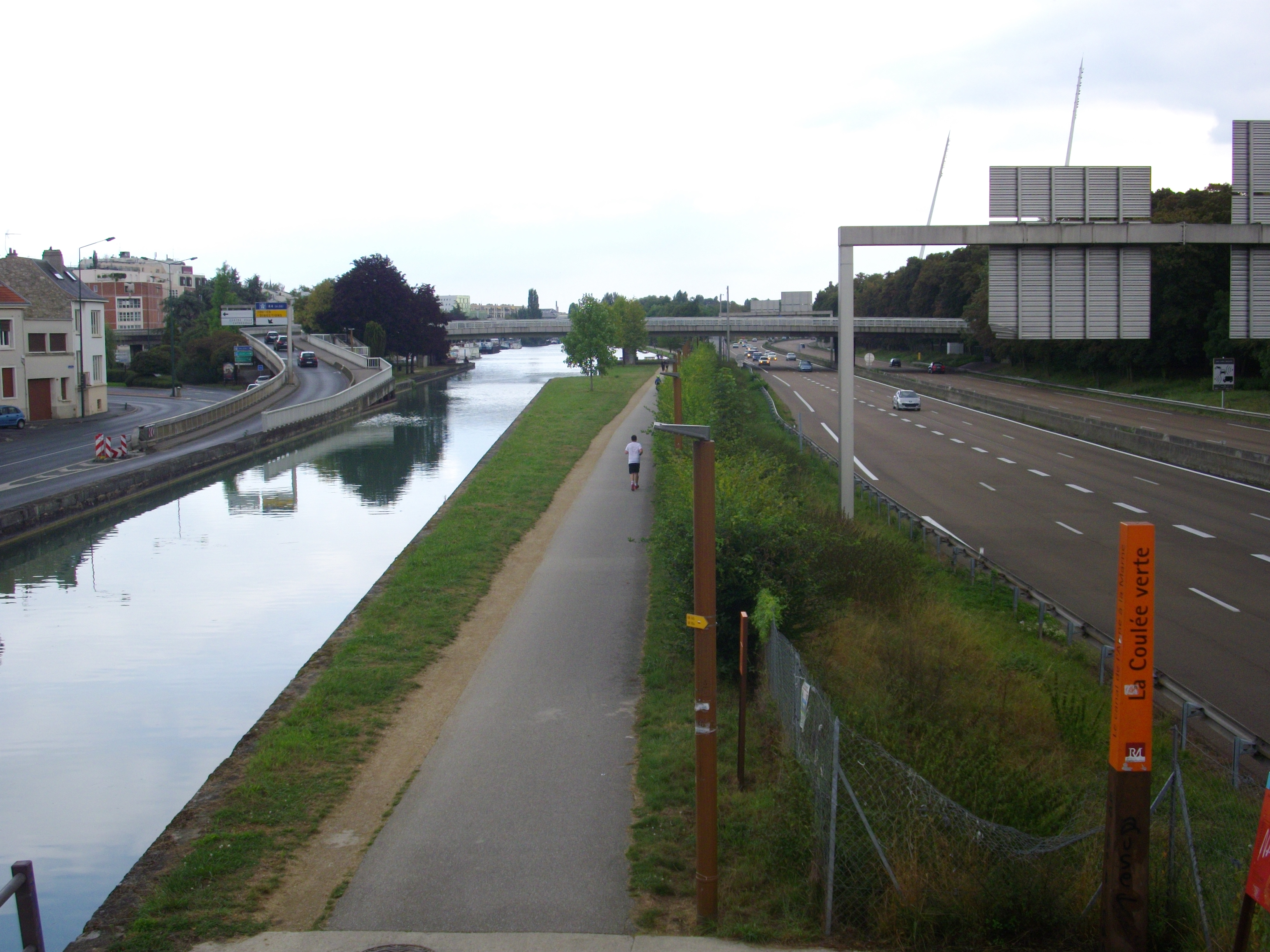

- Le pont de Venise sur N51 qui relie la rue de Venise à l’avenue Paul Marchandeau (VNF ?) :

À l'origine, une passerelle en béton depuis la rue de Venise permet aux piétons de franchir le canal avec, à côté, un pont tournant donne alternativement le passage aux péniches et aux véhicules de l'époque.
Le pont actuel enjambe à la fois le canal, la Vesle et la Voie Taittinger (ex-autoroute A4).

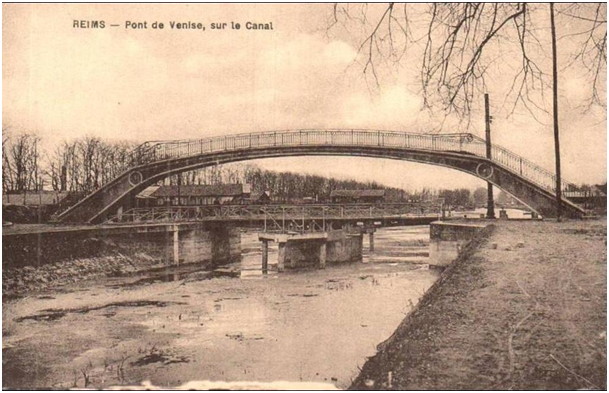
Reims ancien pont de Venise et passerelle,
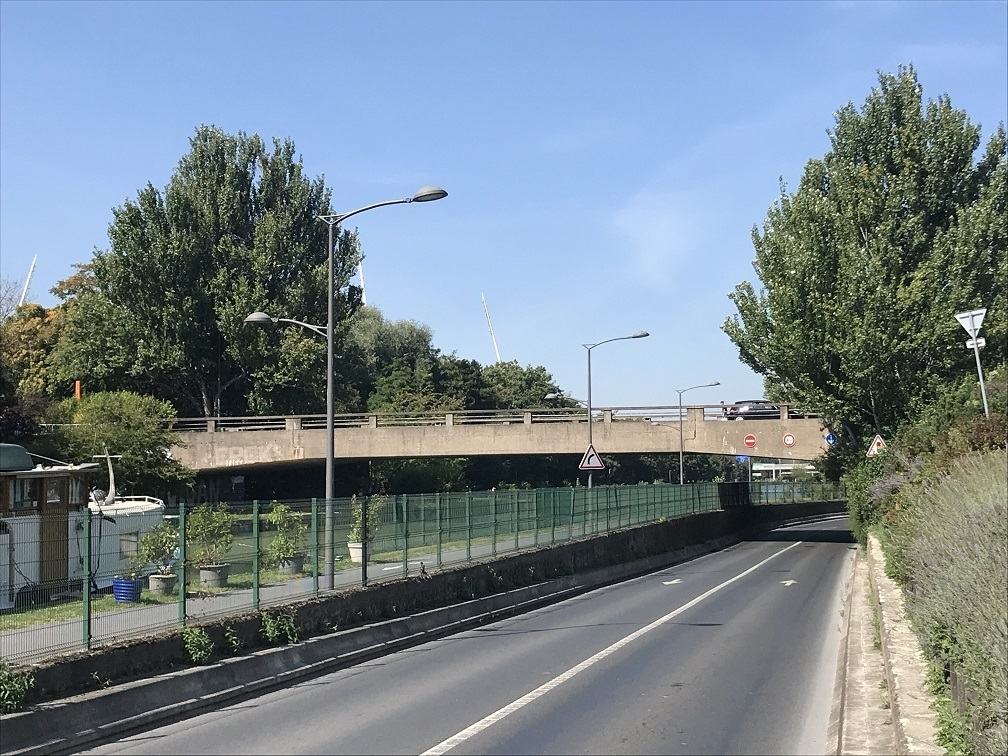
Pont-route de Venise,
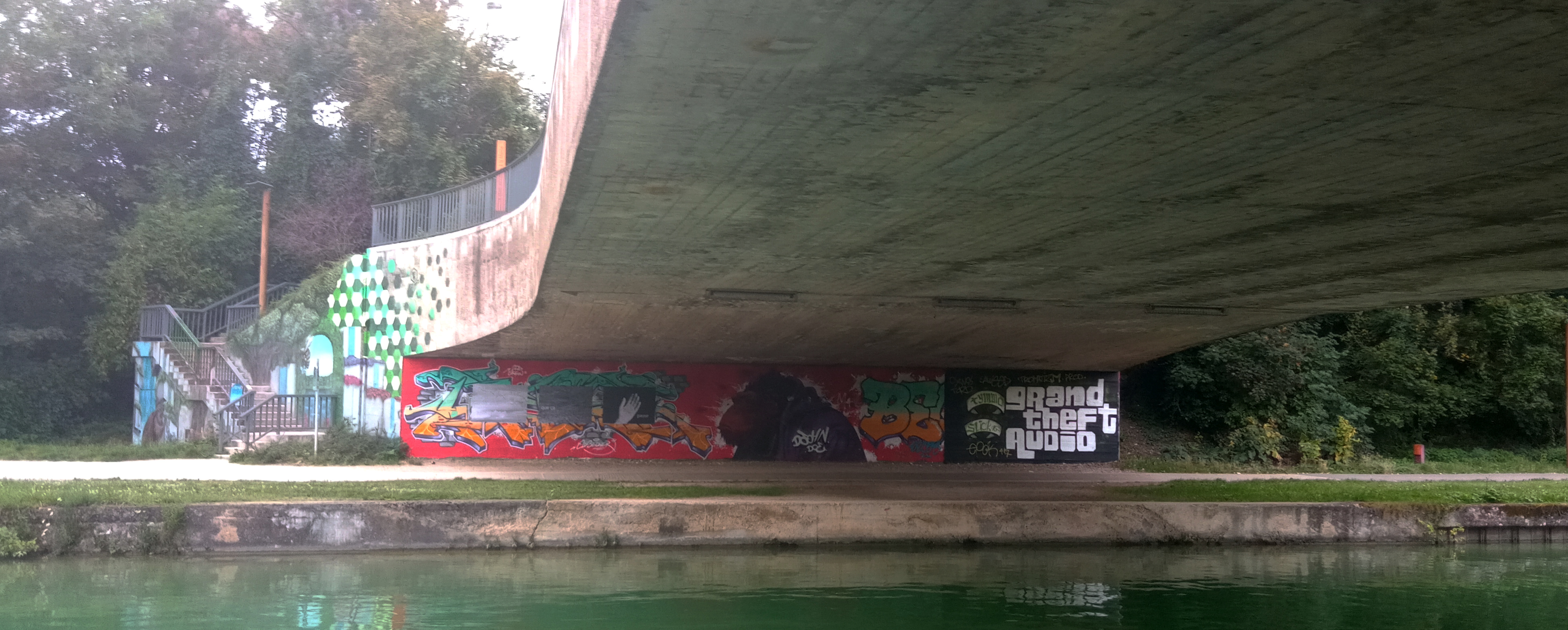
son escalier reliant la coulée verte et la voie, lieu d'expression artistique.

- Le pont Fléchambault sur D9 qui relie la rue Clovis Chetzel à l’allée Fléchambault (VNF Km ?) :

Il était utilisé, autrefois, par le Chemins de fer de la Banlieue de Reims (CBR), sur la ligne de Reims - Fismes et Reims - Dormans. En août 1944, c'est par le pont Fléchambault que les premiers chars américains pénétrèrent dans la ville de Reims car l'armée allemande avait fait sauter le pont de Vesle.

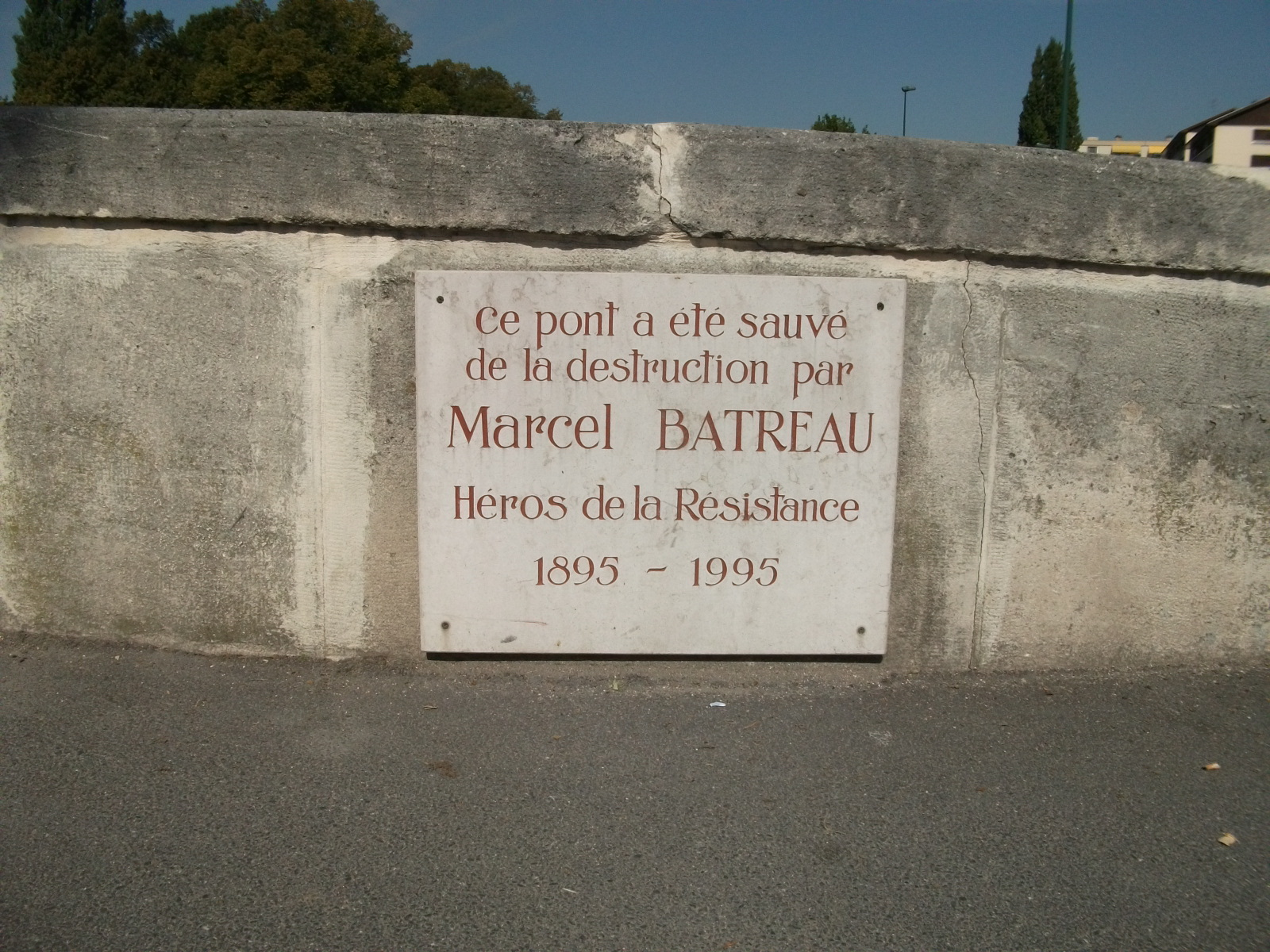
Plaque en hommage à Mr Marcel Batreau qui évita la destruction du pont

- Le pont de Champagne sur l’avenue de Champagne,

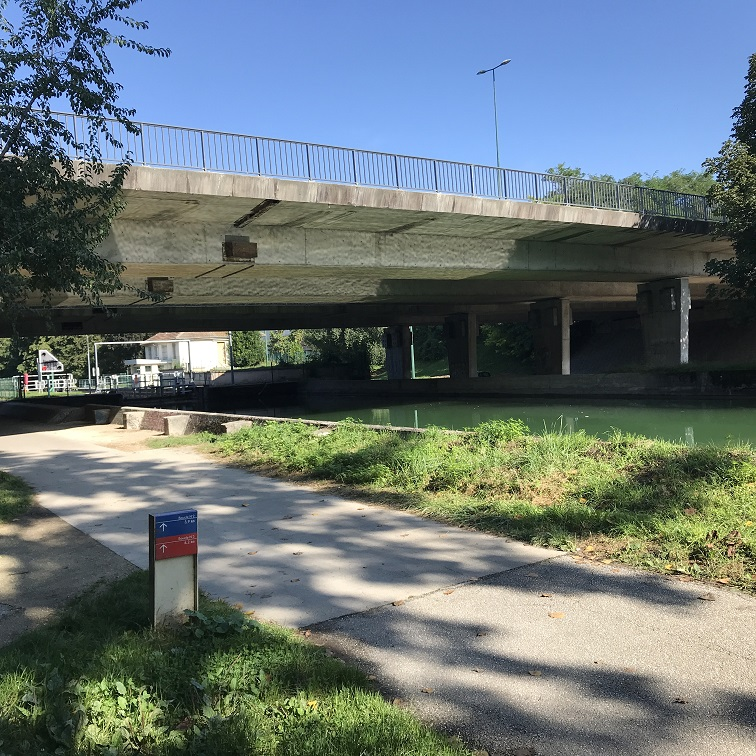
Pont routier sur le Canal Avenue de Champagne.

- Le pont Huon situé sur la rue Albert Thomas :

Un octroi a également existé à la sortie du pont Huon, à proximité du transformateur présent sur la droite en allant vers Cormontreuil.

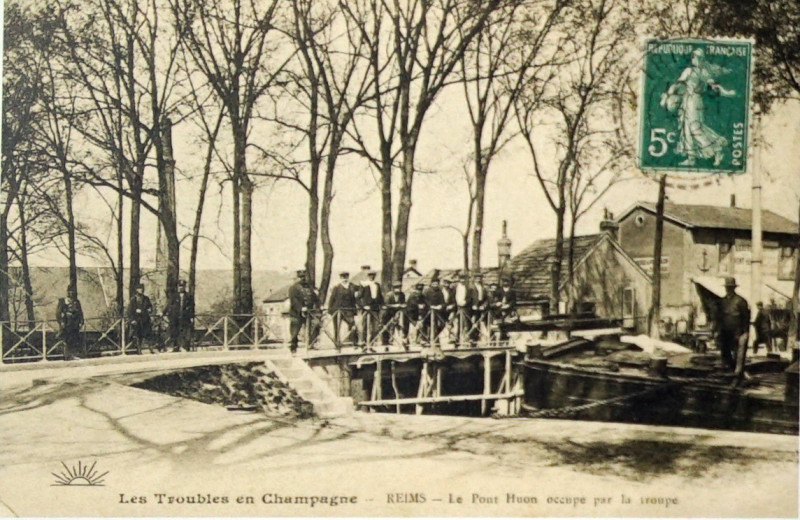
Reims Pont Huon occupé par la troupe 1906.
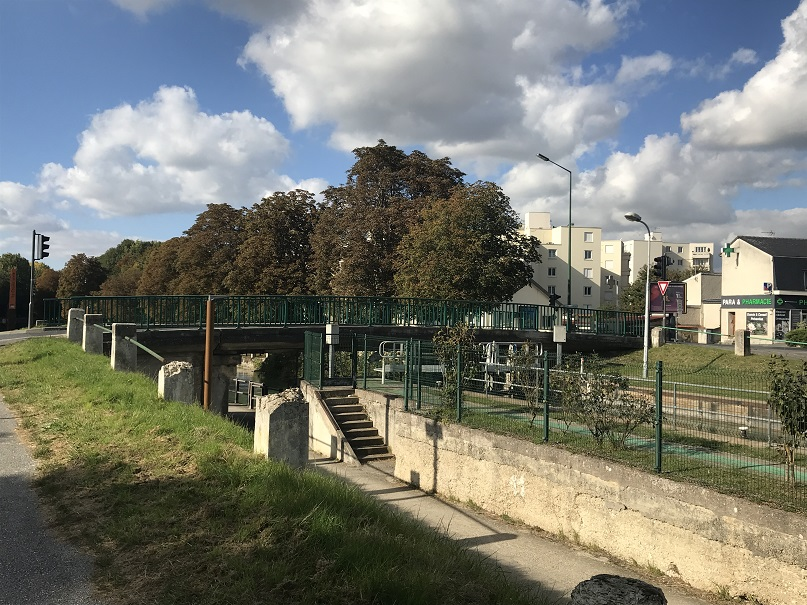
Reims Pont Huon sur canal Aisne à Marne.
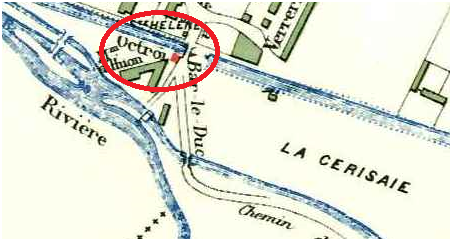
Octroi Bureau du pont Huon.

- Le pont de l’avenue Nicéphone Nièpce (N244),

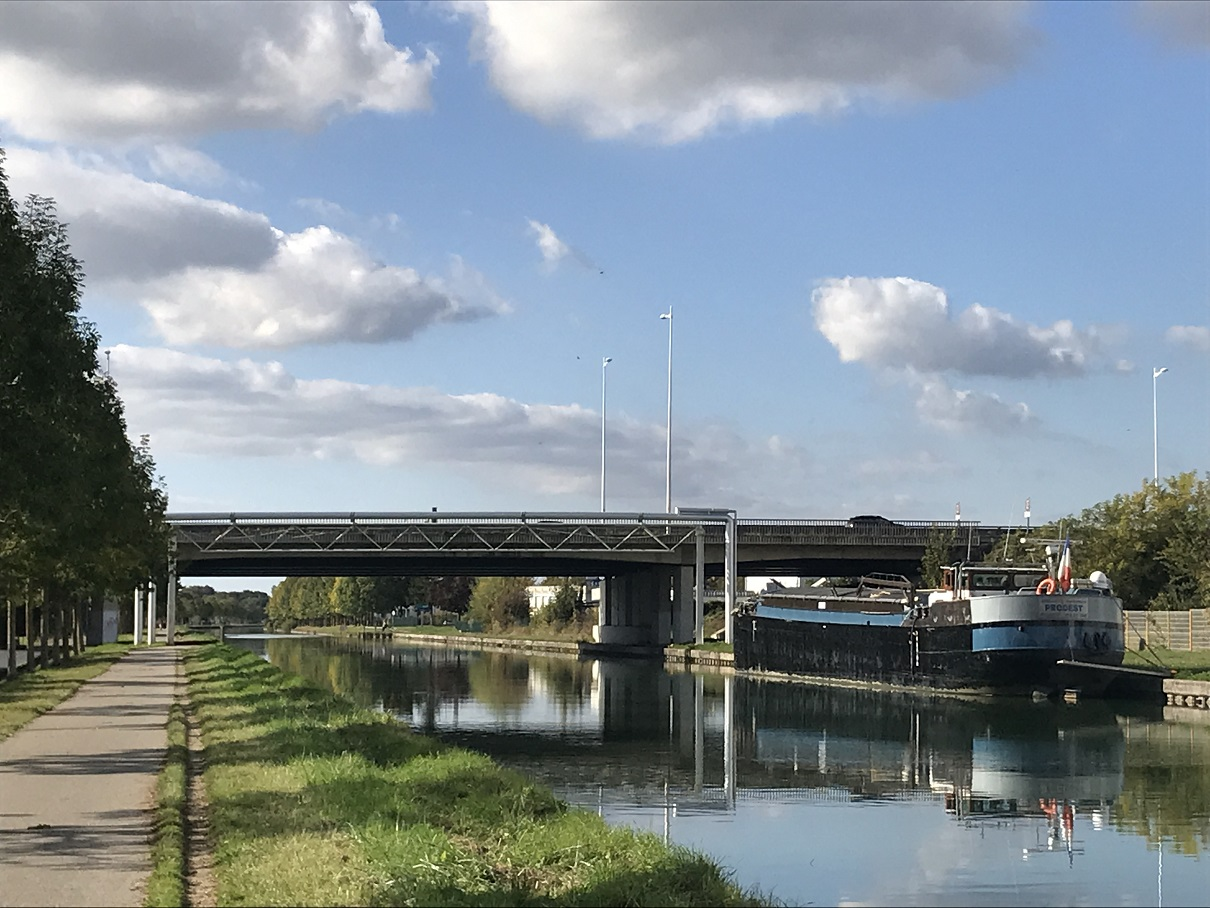
Pont de l’avenue Nicéphone Nièpce

- Le pont de Vrilly qui reliait la rue de la cerisaie au chemin du moulin de Vrilly à Cernay ,

Il était utilisé, autrefois, par le Chemins de fer de la Banlieue de Reims (CBR), sur la ligne de Reims - Verzy (28 km). 

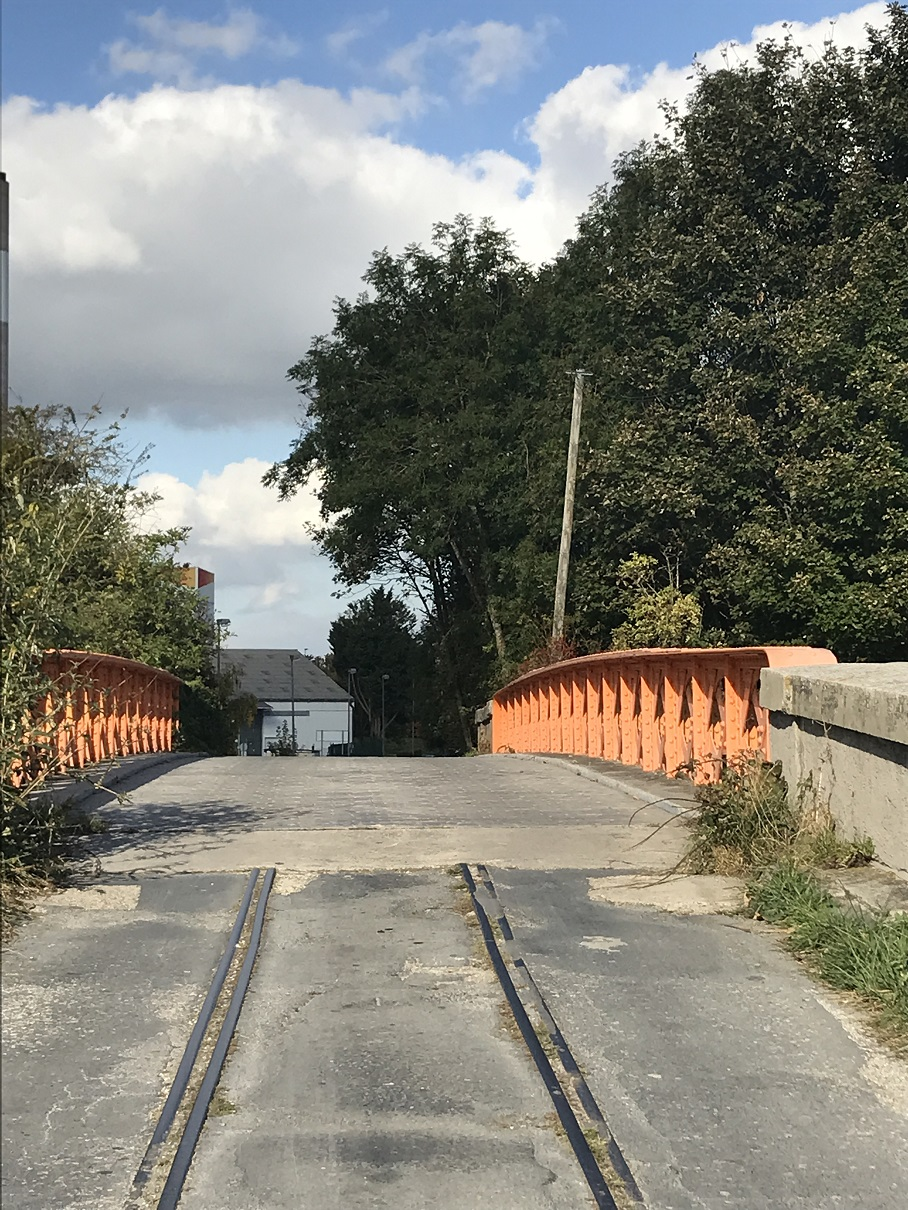
Pont de Vrilly avec rails du CBR
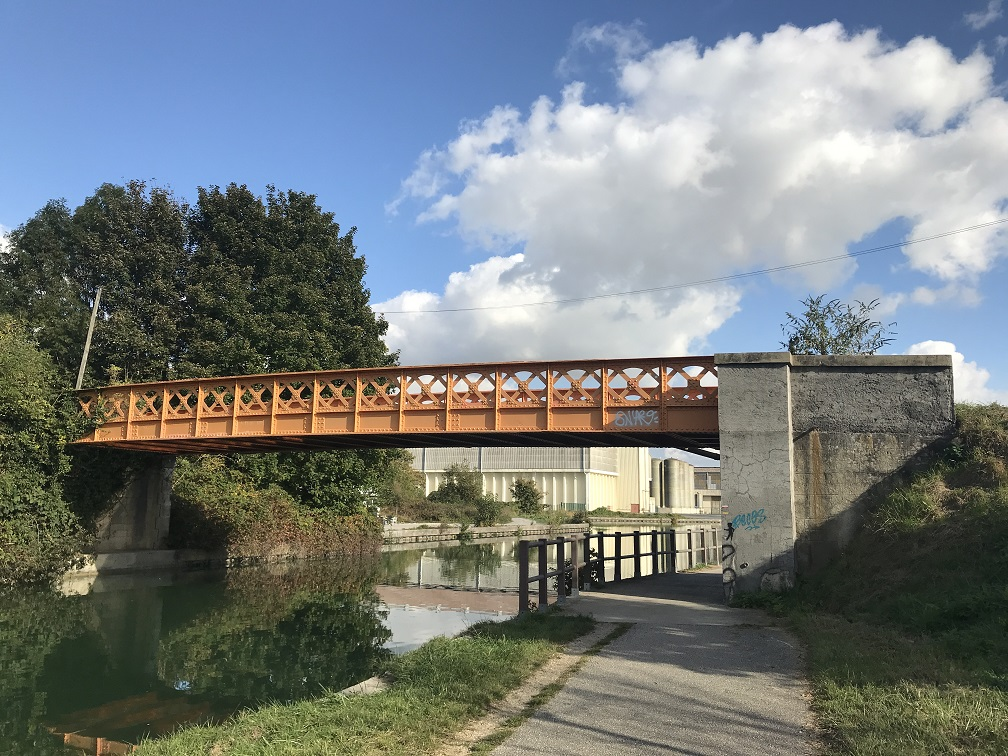
Pont de Vrilly

- Le pont Saint Léonard qui relie le chemin de Saint Léonard à la grande rue de Saint Léonard.

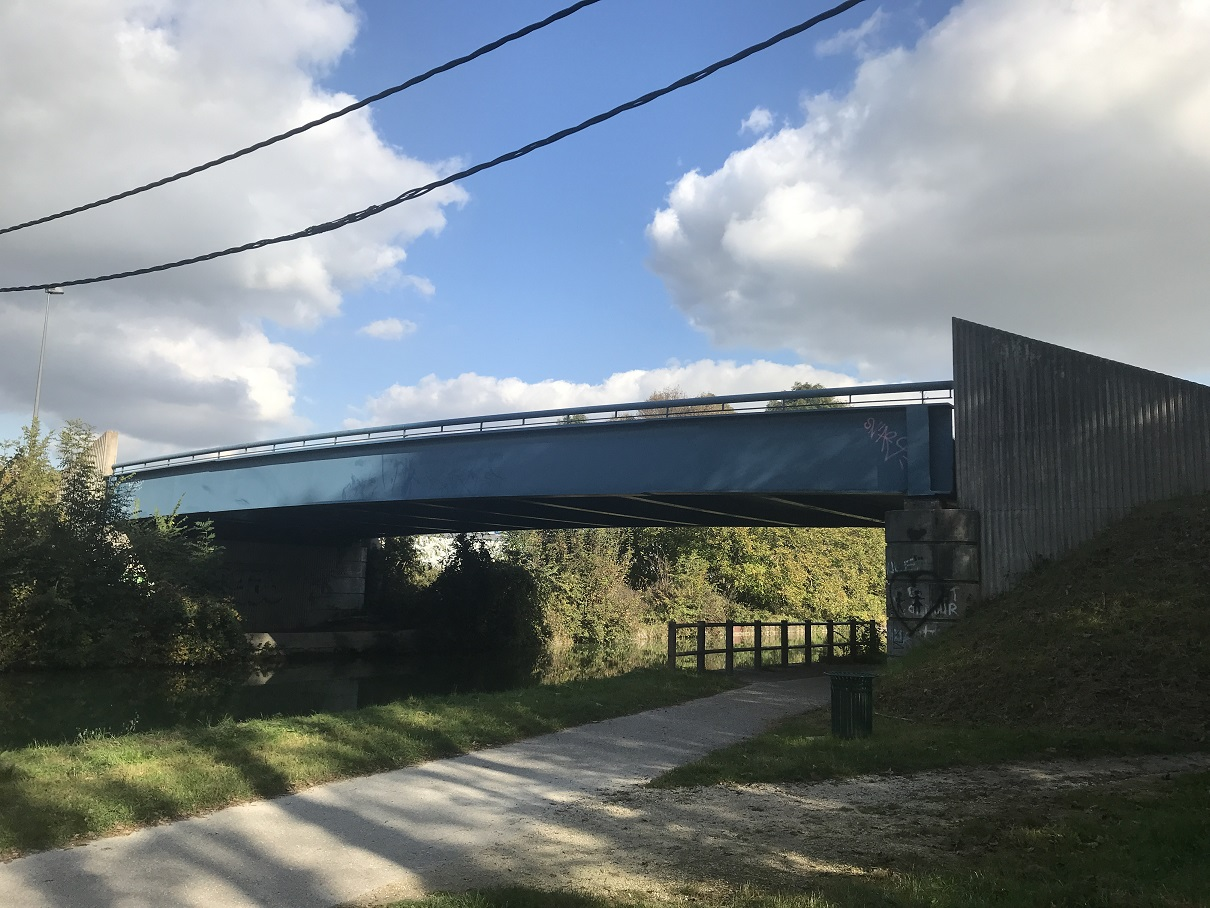
Pont Saint Léonard au dessus du canal Aisne à la Marne

## Franchissement de voies ferrées

### Ligne d'Épernay à Reims
- Limite des communes Cormonreuil / Reims.
- Pont-rail Magellan sur la rue Magellan : PK 167,356 avec une longueur de 16 mètres.
- Pont-rail du Rouillat sur l’Avenue de Champagne : PK 167,698 avec une longueur de 74 mètres.
- Passage piéton souterrain en continuité de la rue d’Estienne d’Orves,
- Pont-Route sur le Boulevard du Docteur Roux : PK 168,070.
- Passage piéton souterrain en continuité de la rue de maison Blanche,
- Passerelle Wilson, passerelle piéton en continuité de l’Avenue du 18 juin 1940,
- Pont-Route sur l’Avenue du Général De Gaulle: PK 169,662.
- Passage piéton souterrain en continuité de la rue de Bezannes : PK 170,140.
- Pont-rail d'Épernay sur l’Avenue de Paris : PK 170,431.

À l’origine, pont en pierre remplacé en 1933 par un pont métallique permettant une voirie plus large.

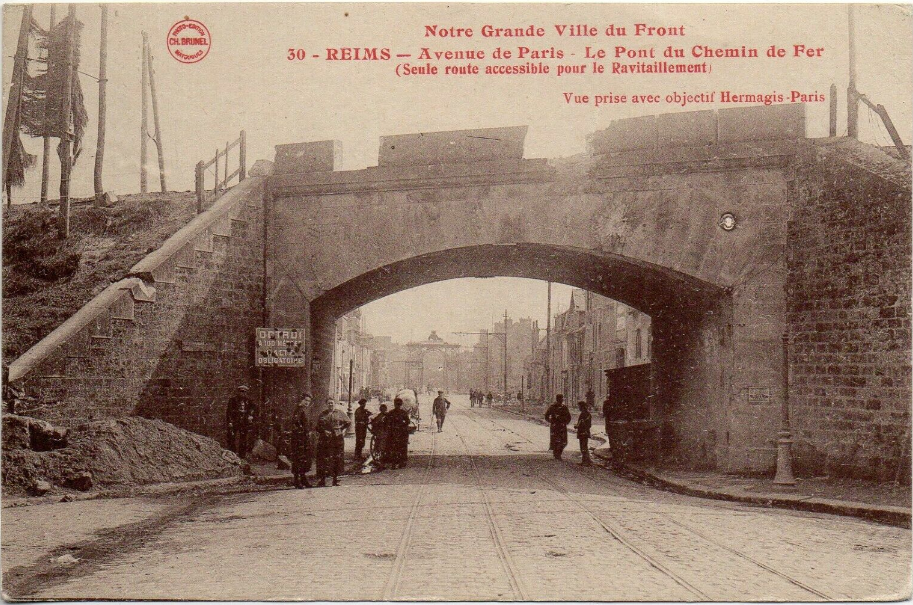
Pont-rail en pierre sur l’Avenue de Paris.
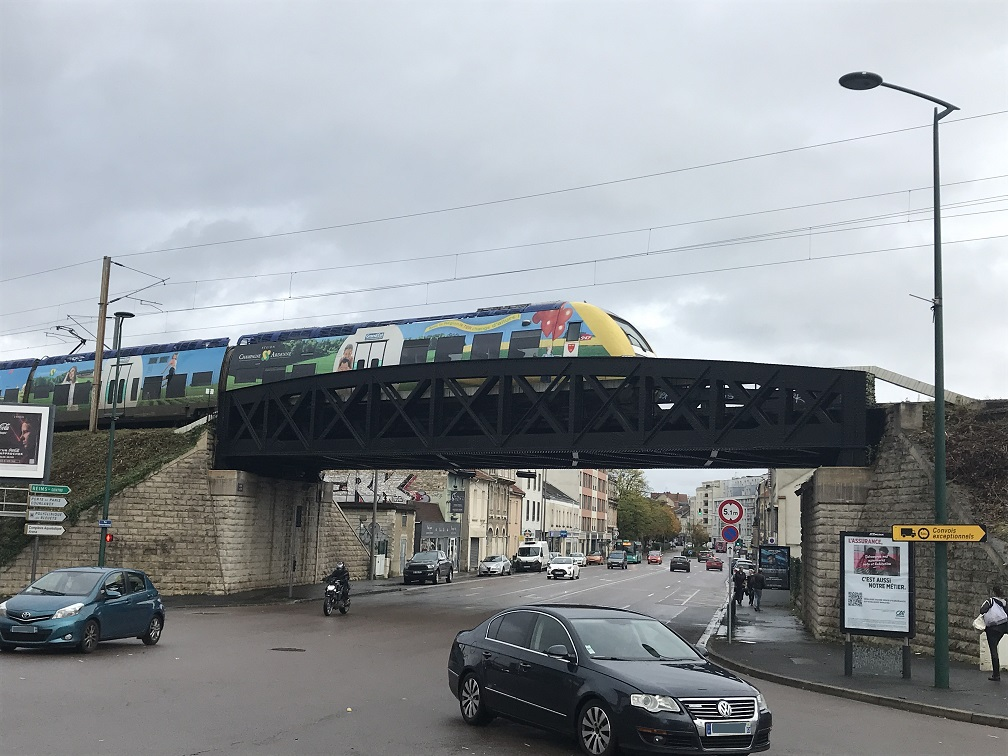
Reims Pont-rail Avenue de Paris.
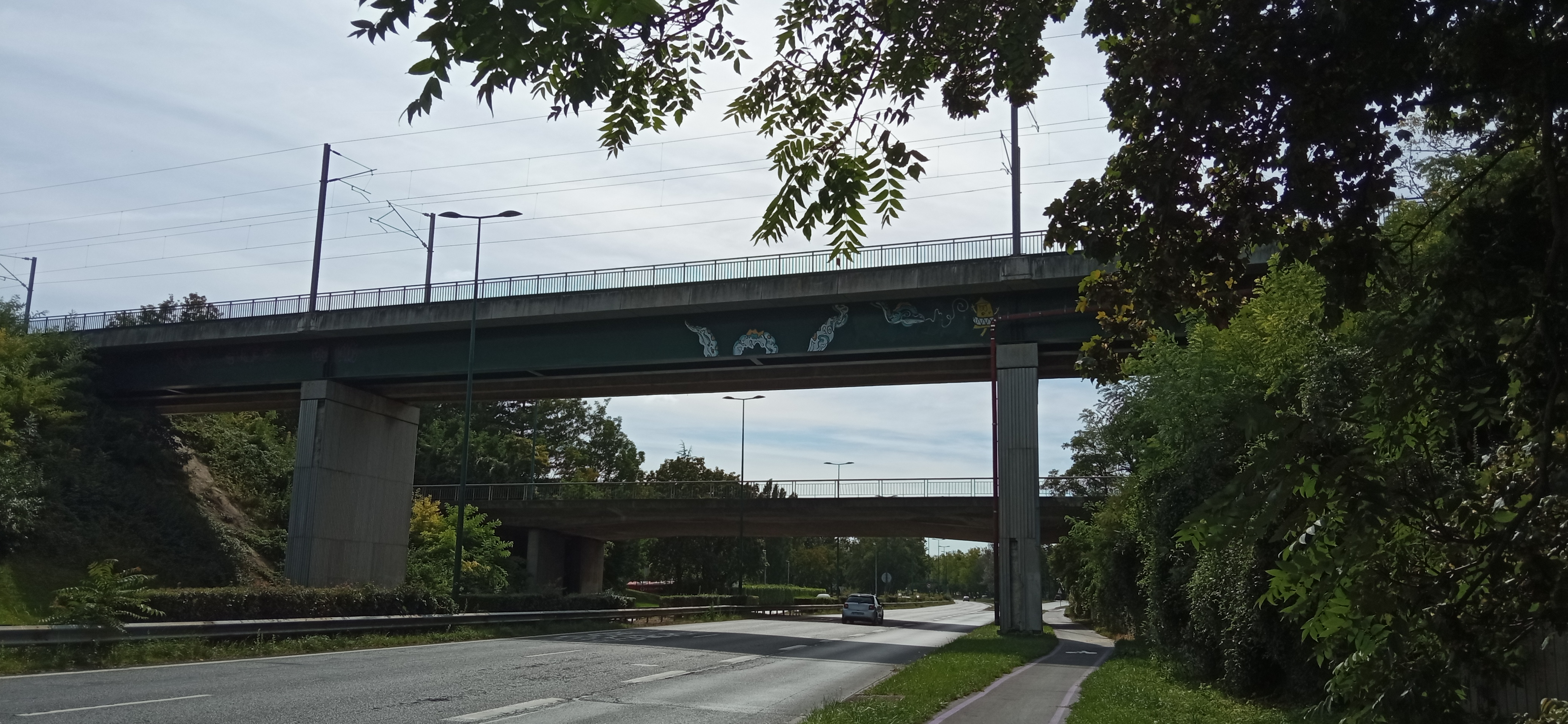
Au premier plan le pont avenue du Rouillat.

- Pont-rail sur la bretelle de sortie vers Reims Centre,
- Pont-rail des Maréchaux sur la voie Jean Taittinger: PK 170,952 avec une longueur de 51 mètres.
- Pont-rail des Maréchaux sur la bretelle de sortie de Reims Centre vers la voie Jean Taittinger : PK 170,852 avec une longueur de 28 mètres.
- Pont-rail sur le canal de l’Aisne à la Marne et sur l’avenue Brébant : PK 171,073 avec une longueur de 106 mètres.

En 2016, il a été procédé au remplacement de 4 anciens tabliers métalliques de 50T par des tabliers Poncin de 75T avec levage avec une grue AC700 en volée variable.

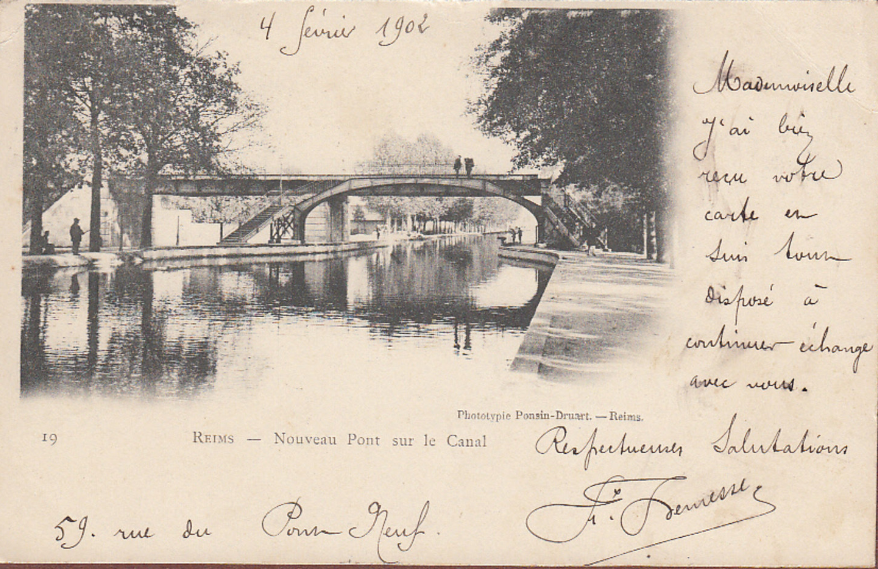
Reims nouveau pont Ponsin-Druart sur le canal.
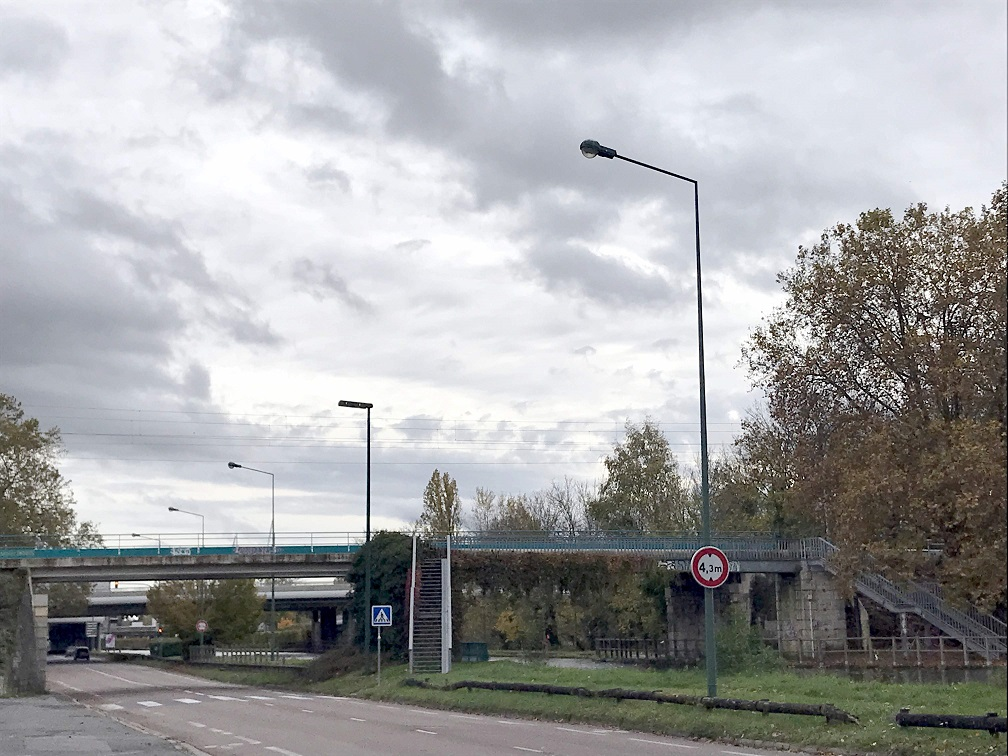
Pont-rail de la ligne Epernay-Reims 2021.

- Pont-rail sur la rue de Saint-Brice : PK171,416 avec une longueur de 91 mètres.

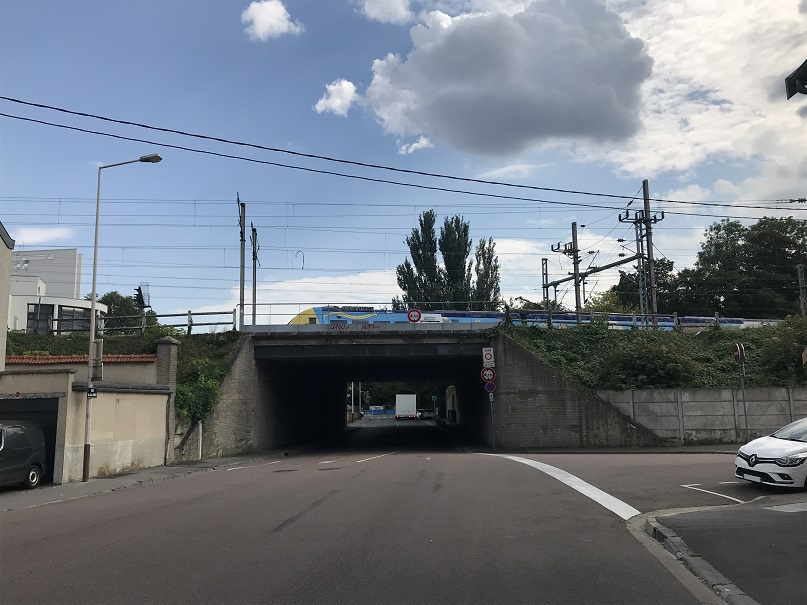
Reims Pont-rail sur la rue de Saint-Brice

- Pont-rail sur la rue de Courcelle : PK171,621 avec une longueur de 102 mètres.

À noter qu'à l'origine de la construction du pont, la circulation ne se faisait que sur une travée du pont.

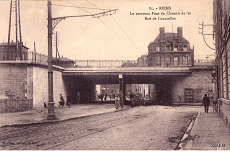
Nouveau pont de Chemin de fer Rue de Courcelles
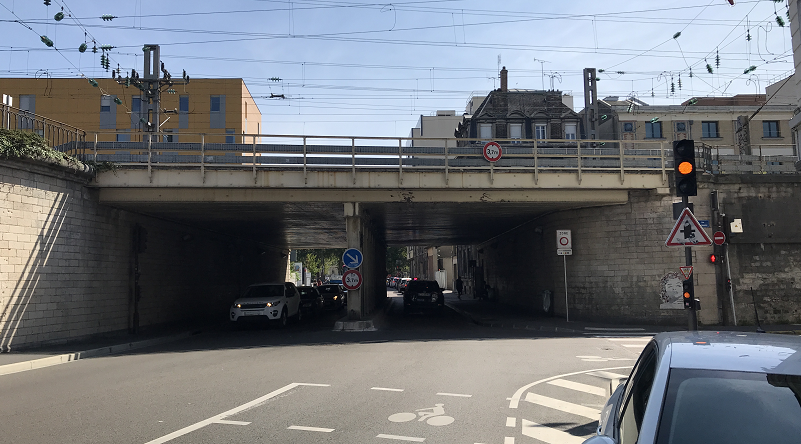
Reims Pont-rail sur la rue de Courcelle

### Ligne Soissons – Reims
- Pont rail de la ligne de Soissons à Reims.

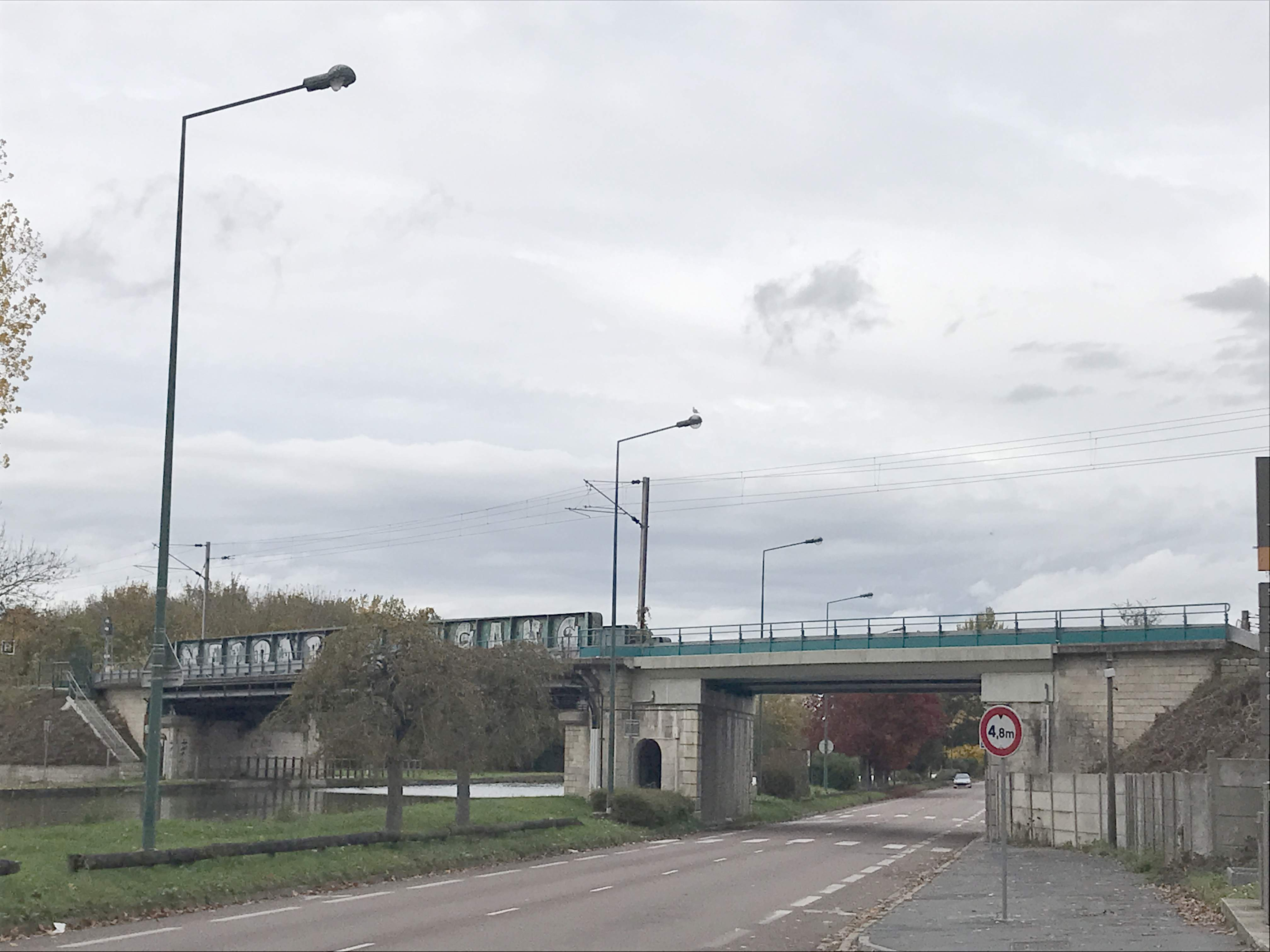
Pont-rail sur ligne Soissons à Reims 2021

### Ligne Laon – Reims
- Pont-route sur la rue Maurice Genevoix,
- Pont-route sur la rue Léon Faucher.

Les ponts qui suivent sont communs avec la ligne Châlons en Champagne – Reims :
- Pont-route dit « Pont Neuf » qui relie le boulevard Robespierre à la rue du Docteur Lemoine,
- Pont-route sur l’Avenue de Laon.

### Ligne Rethel – Reims
Sur la commune de Betheny
- Pont-route sur la voie Romaine,
- Pont-rail sur route de Reims,
- Pont-rail sur boulevard des tondeurs,

Sur la commune de Reims
Les ponts qui suivent sont communs avec la ligne Châlons en Champagne – Reims :
- Pont-route sur la route de la rue Léon Faucher,
- Pont-route dit « Pont Neuf » qui relie le boulevard Robespierre à la rue du Docteur Lemoine,
- Pont-route sur l’Avenue de Laon.

### Ligne Châlons en Champagne – Reims
- Pont-route sur l’Avenue de Laon,

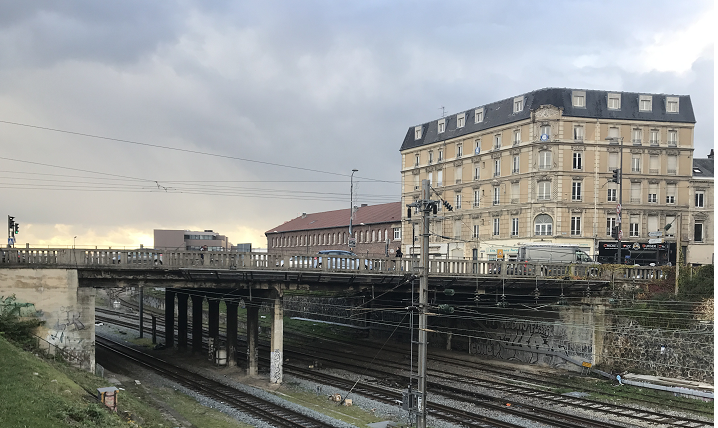
Pont-route sur l'avenue de Laon.

- Pont-route dit « Pont Neuf » qui relie le boulevard Robespierre à la rue du Docteur Lemoine,

Le pont-route dit « Pont Neuf » remplace le pont dit Huet. Les travaux du pont Huet début en octobre 1899. L'origine de la construction du pont Huet serait dû à un don de M. Huet-Troyon.

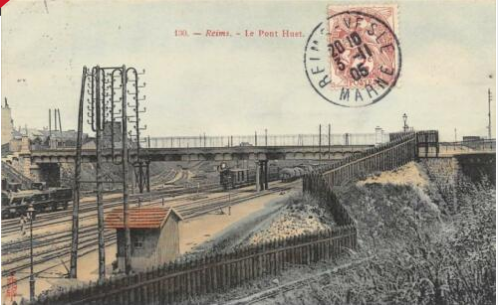
Pont Huet
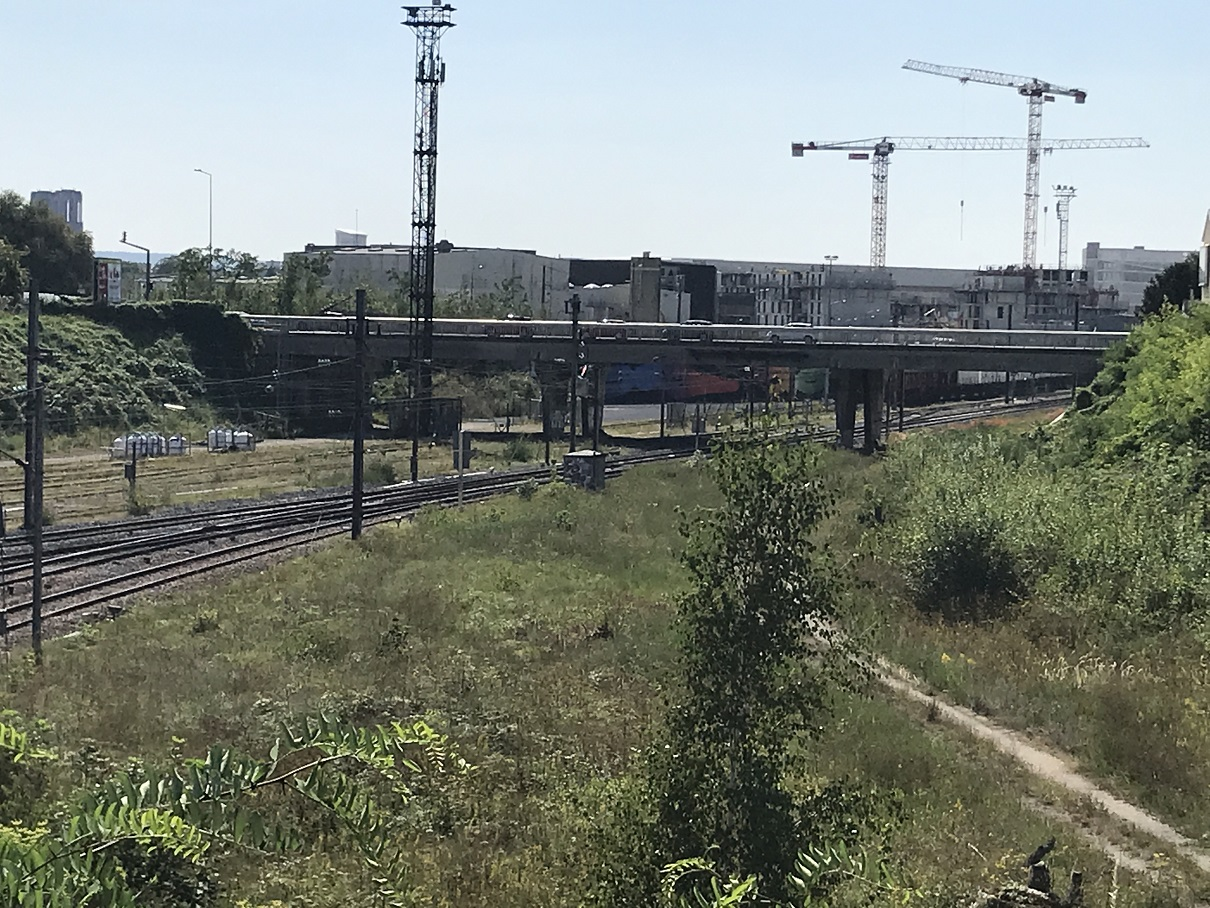
Pont Neuf

- Le pont-route de la Huselle sur la route de la rue Léon Faucher :

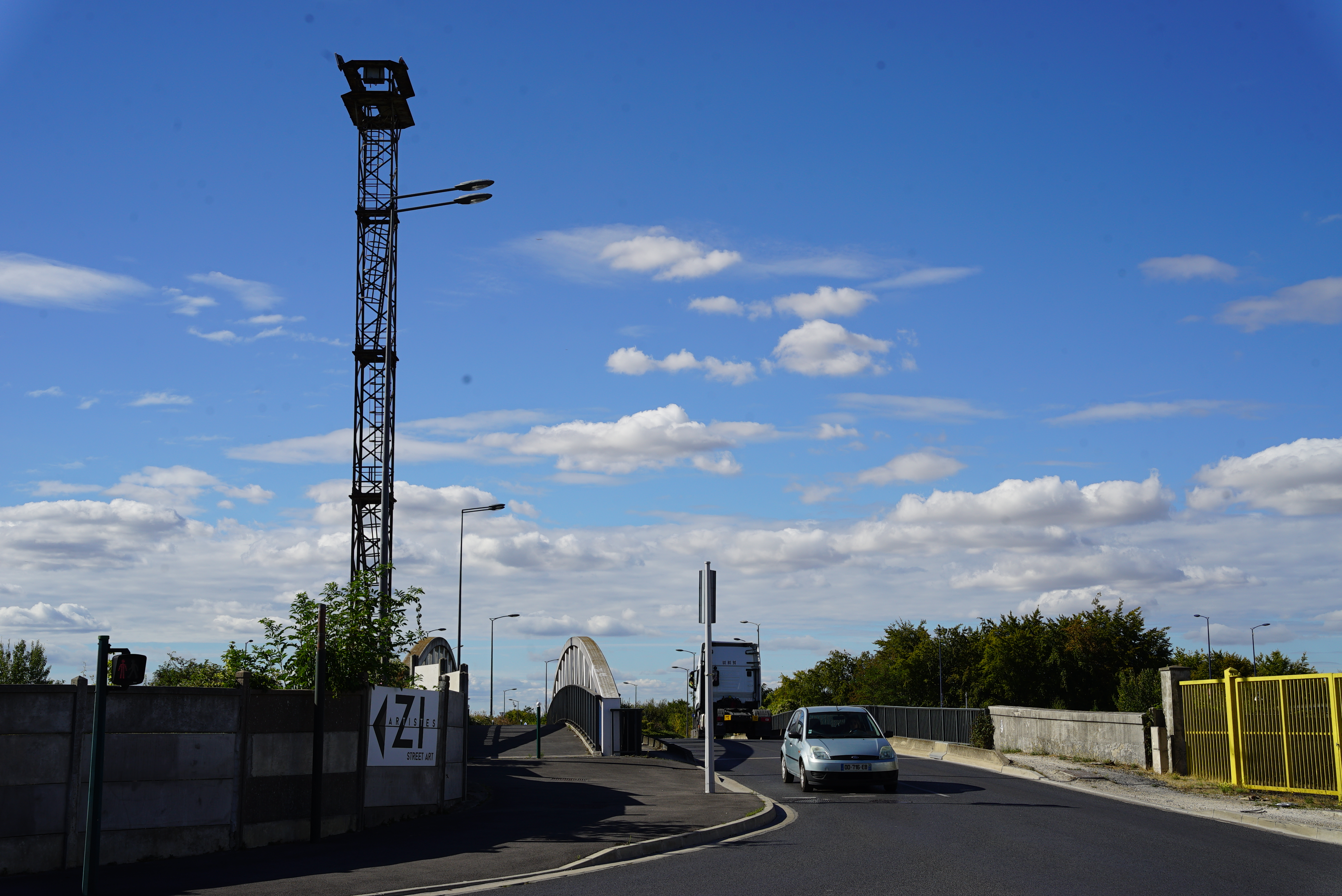
Pont-route sur rue Léon Faucher

- Le pont-route de Betheny sur la route de Bétheny :

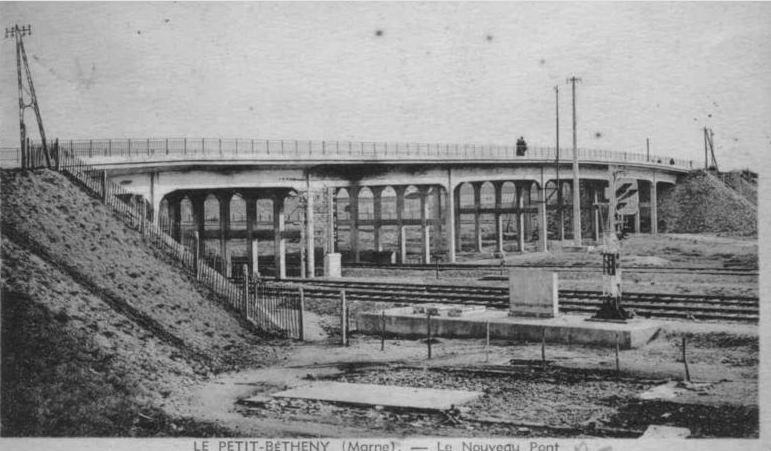
Pont de Bétheny

- Pont-route de Witry sur la route de Witry :

Le pont de Witry est un ouvrage en béton armé construit en 1935. Il est catégorisé 
Pont bow-string. Il a une longueur totale hors tout d'environ 85 m, une portée la plus longue de 37 m (longueur entre deux piles d’appui), une largeur chaussée de 9 m et une largeur de trottoirs de 2 × 2,50 m.

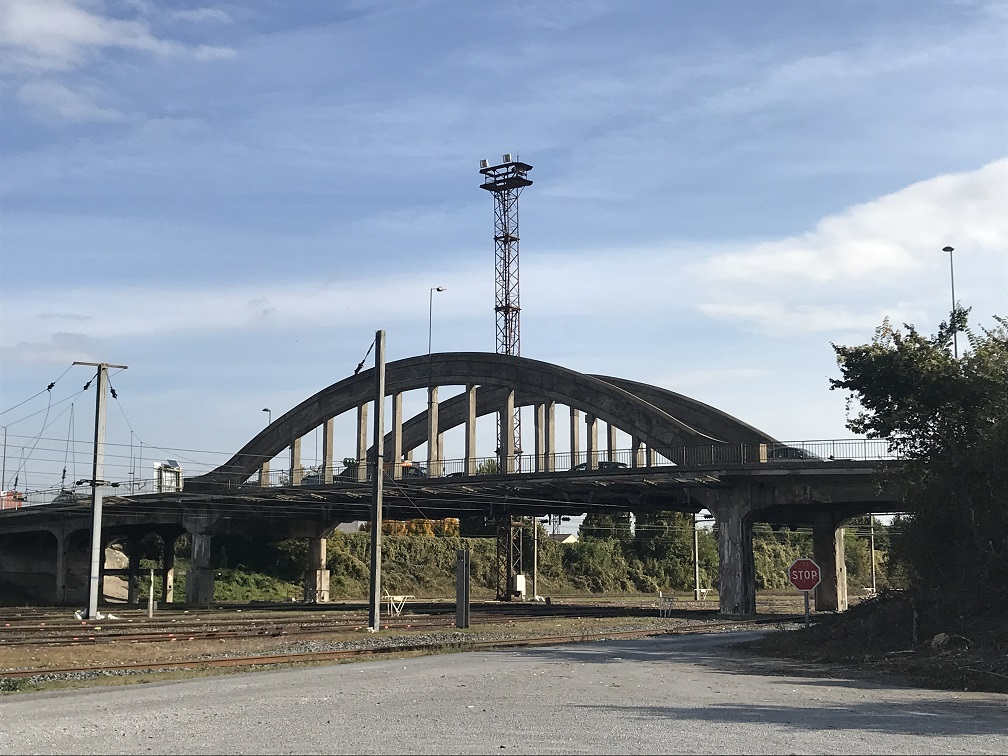
Pont de Witry

- Pont-route sur la route de Cernay,
- Pont-route sur le chemin de ??
- Pont-rail sur la rue Alberto Santos Dumont,
- Pont-rail sur l’A34,
- Pont-route sur la Voie de la Liberté,
- Pont-route sur la Route de Châlons,

- Pont-rail sur le chemin de Saint-Léonard :

De juillet à octobre 2015, des travaux ont été réalisés permettant de remplacer le tablier métallique et de renouveler la voie du pont-rail de Saint-Léonard pour un montant de 1 million d’euros financés par SNCF Réseau.

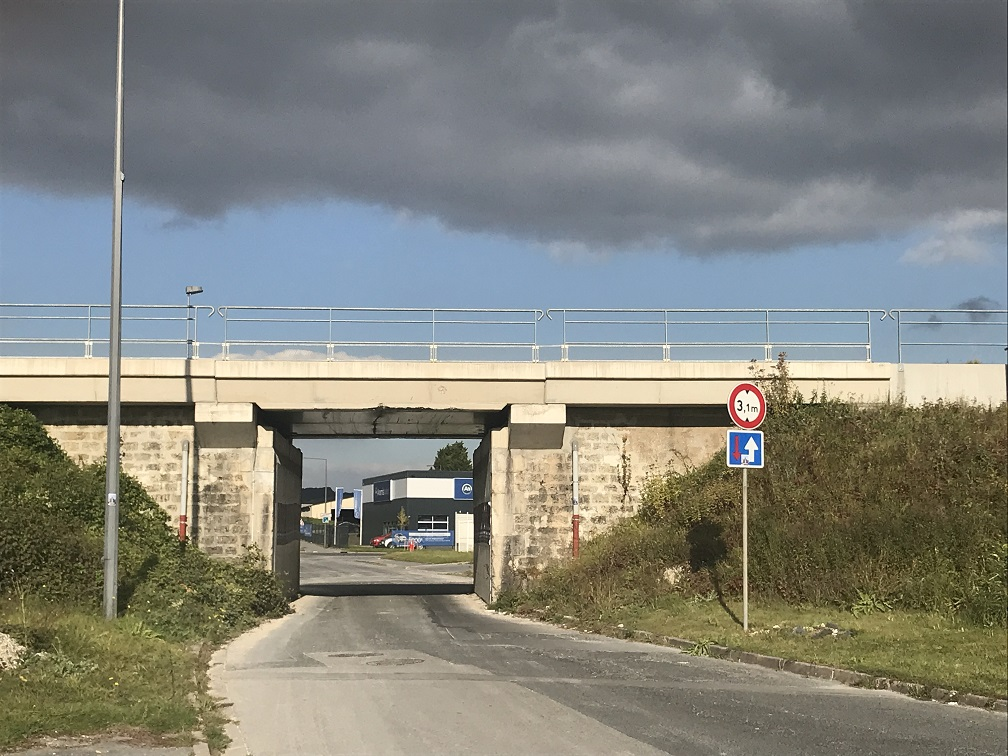
Pont-rail sur chemin de Saint Léonard,
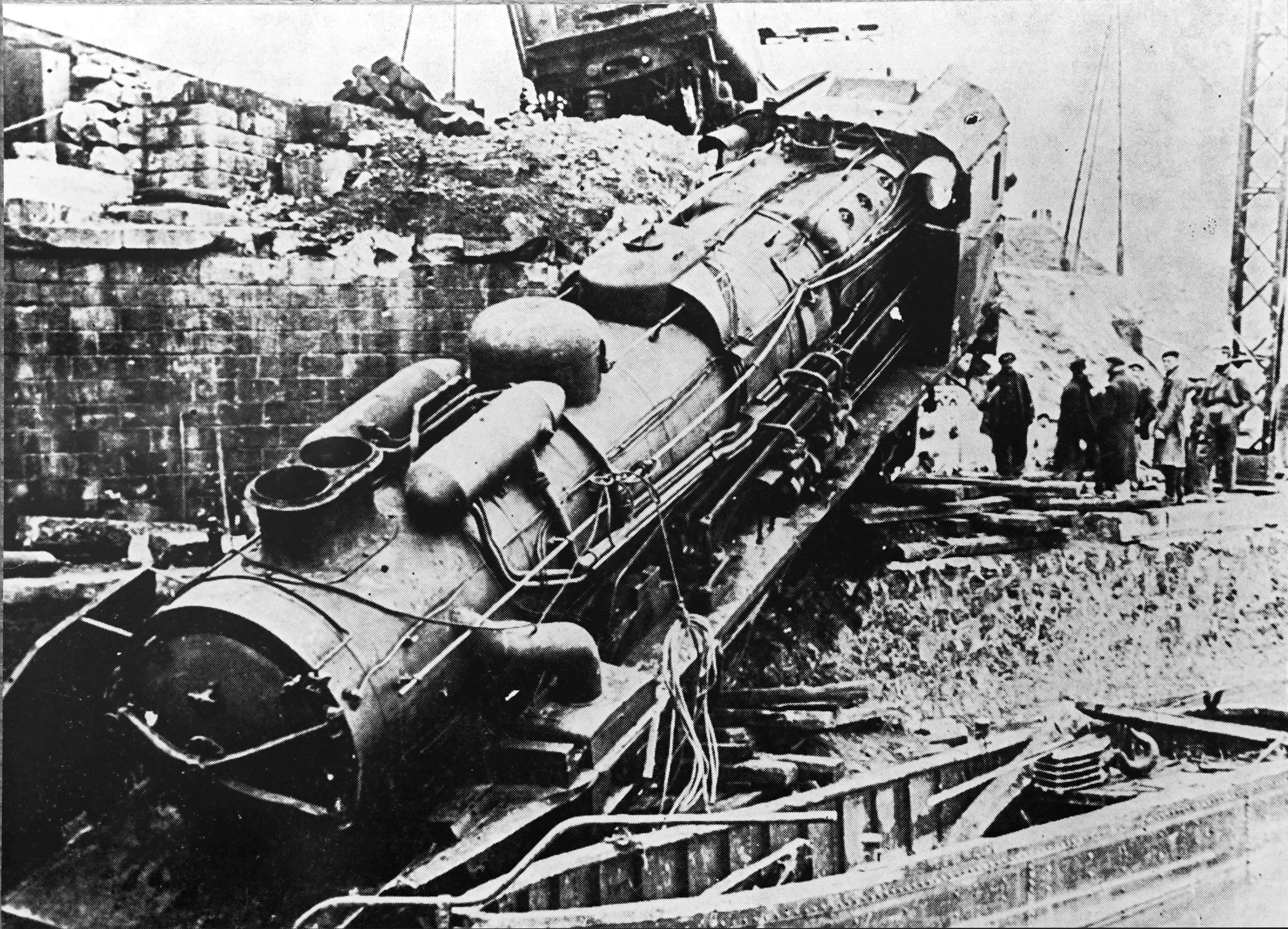
saboté lors de la 2GM.

## Pont sur le réseau routier

### N244/A34
- Pont route sur Voie Taittinger (A344)
- Pont route sur bretelle de l'échangeur de Cormontreuil
- Pont route sur la rue de la Cerisaie, sur la coulée verte et sur le canal de l'Aisne à la Marne
- Pont route sur le boulevard de val de Vesle
- Pont route de Châlons
- Pont route sur la rue des Maceliers
- Pont-rail sur la ligne Reims - Châlons en Champagne
- Pont route sur la rue Jacques de la Giraudière
- Pont route sur le chemin rural 26 de Reims à Beine par les Bas
- Pont route sur la route de Cernay

### Boulevard des Tondeurs
- Pont sur le canal de l’Aisne à la Marne,

- Pont sur la rue de Bernex,

- Pont sur la rue Anatole de Barthélémy et l’Avenue John F.Kennedy,

- Pont sur la tranchée du giratoire qui relie l’Avenue Nationale à l’Avenue de Laon,

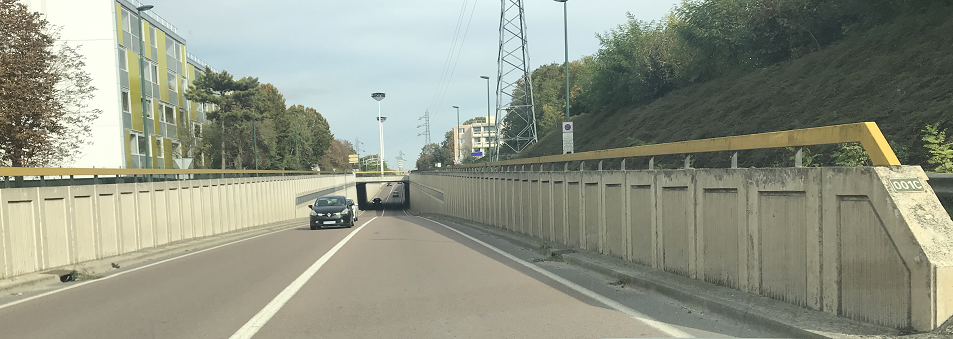
Pont sur la tranchée du giratoire qui relie l’Avenue Nationale à l’Avenue de Laon.

- Pont sur la rue du Docteur Albert Schweitzer,

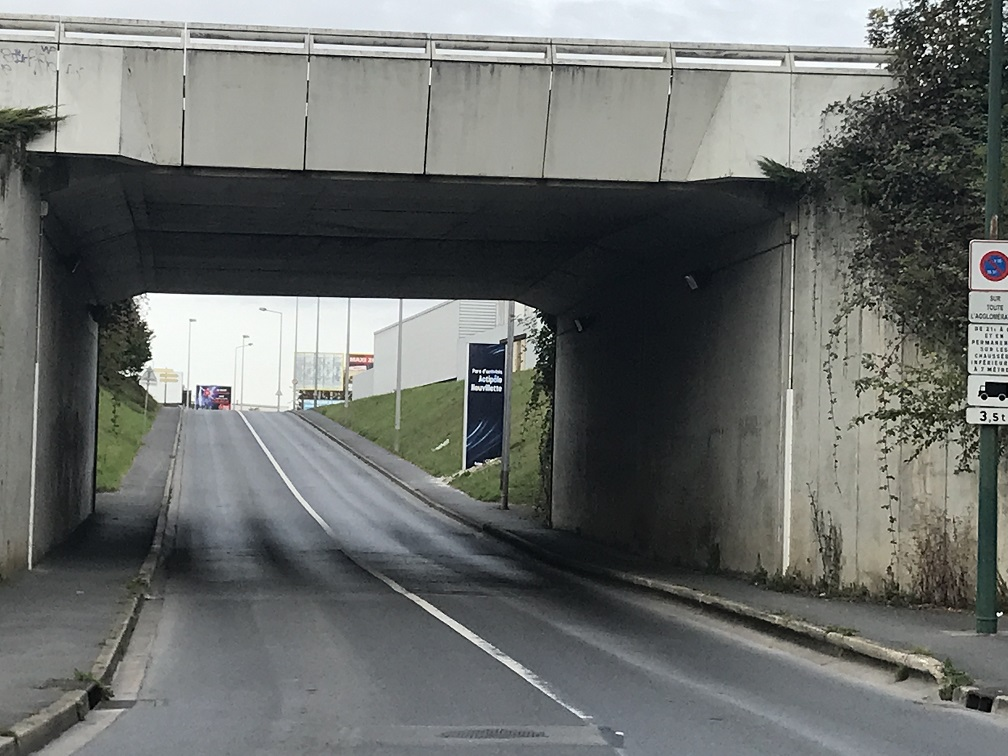
Pont sur la rue du Docteur Albert Schweitzer

- Pont sur la rue Charles Guggiari :

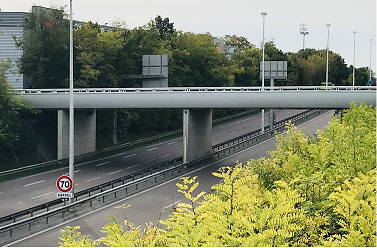
Pont sur la rue Charles Guggiari.

- Pont reliant le giratoire Maurice Gaberthon au giratoire sans nom.

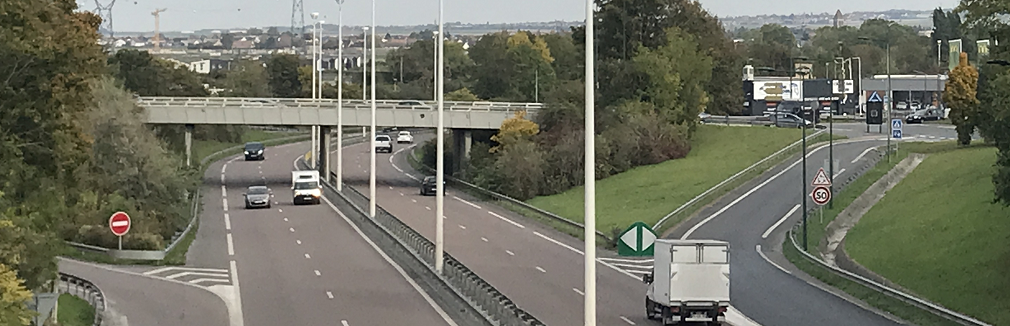
Pont reliant le giratoire Maurice Gaberthon au giratoire sans nom

### Boulevard Dieu Lumière

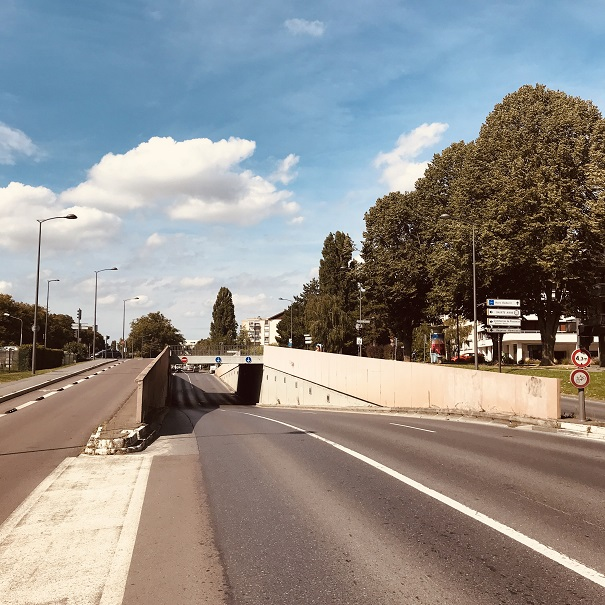
Pont Fléchambault sur la tranchée du Boulevard Dieu Lumière.

- Pont Fléchambault sur la tranchée du Boulevard Dieu Lumière.

### Boulevard Joffre
- Pont sur la tranchée du Boulevard Joffre et du Boulevard Louis Roederer.

Les travaux de construction du passage en tranchée ont été réalisés courant 2009. La cour de la gare, utilisée en parking, a été transformée en parvis et renommé esplanade François Mitterrand.

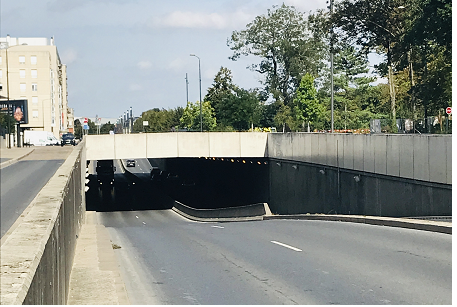
Pont sur la tranchée du Boulevard Joffre et du Boulevard Louis Roederer.

### Avenue de Champagne
Localement, l'avenue de champagne est également appelée voie du Rouilliat.

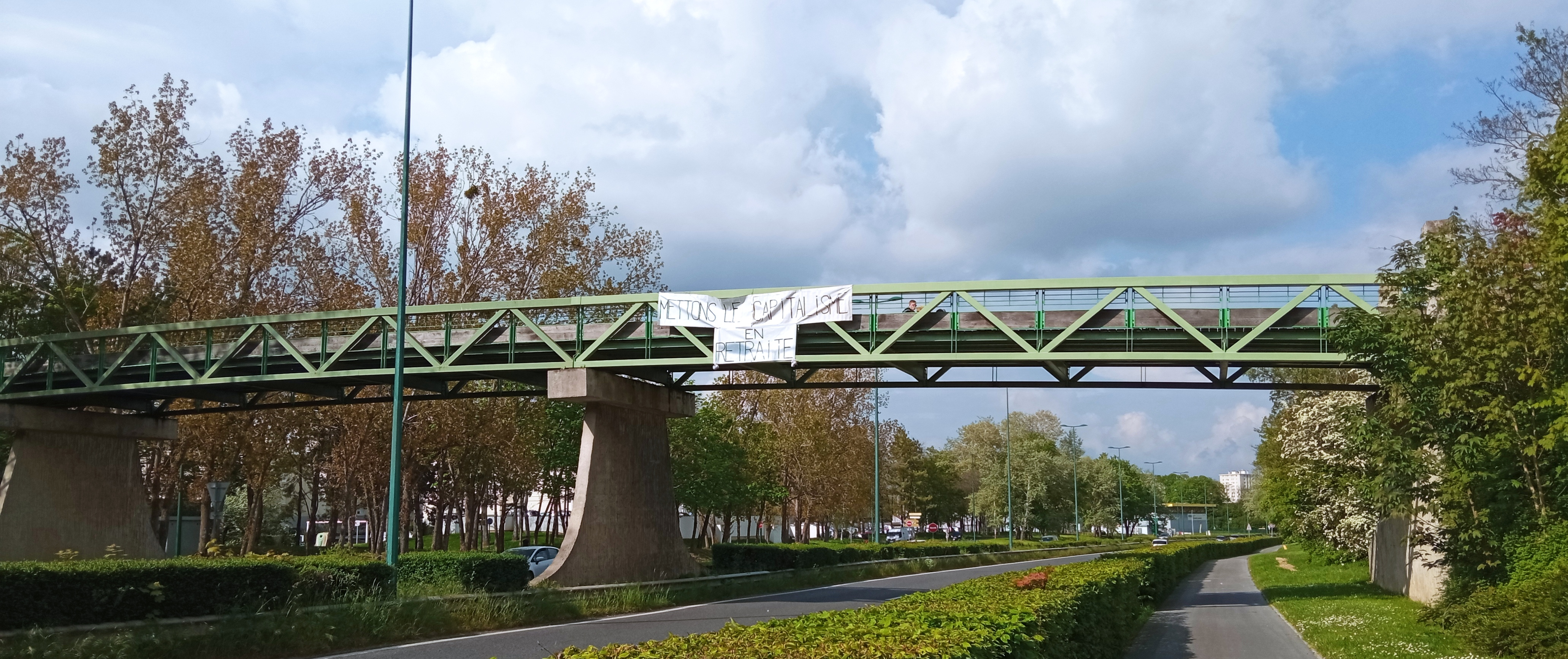
Pont piétonnier pour le parc de Val de Murigny.
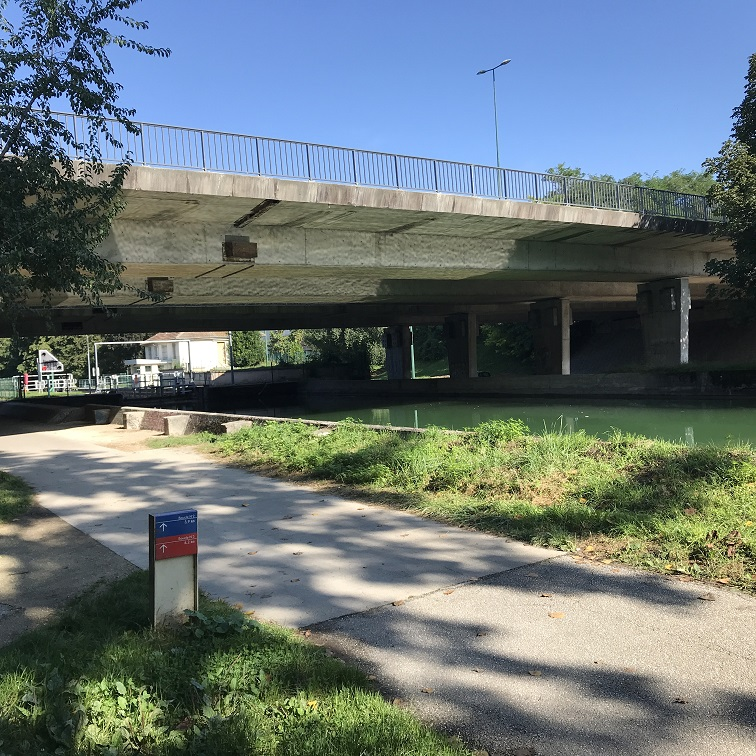
Pont de l'avenue permettant de franchir la Vesle.

## Pont supprimé
- Pont tournant libergier
- Pont de la rue Polonceau
- Passerelle rue de Venise
- Passerelle rue de Vesle
- Passerelle sur la Vesle, construite par la maison Demay Frères, donnant accès aux ateliers

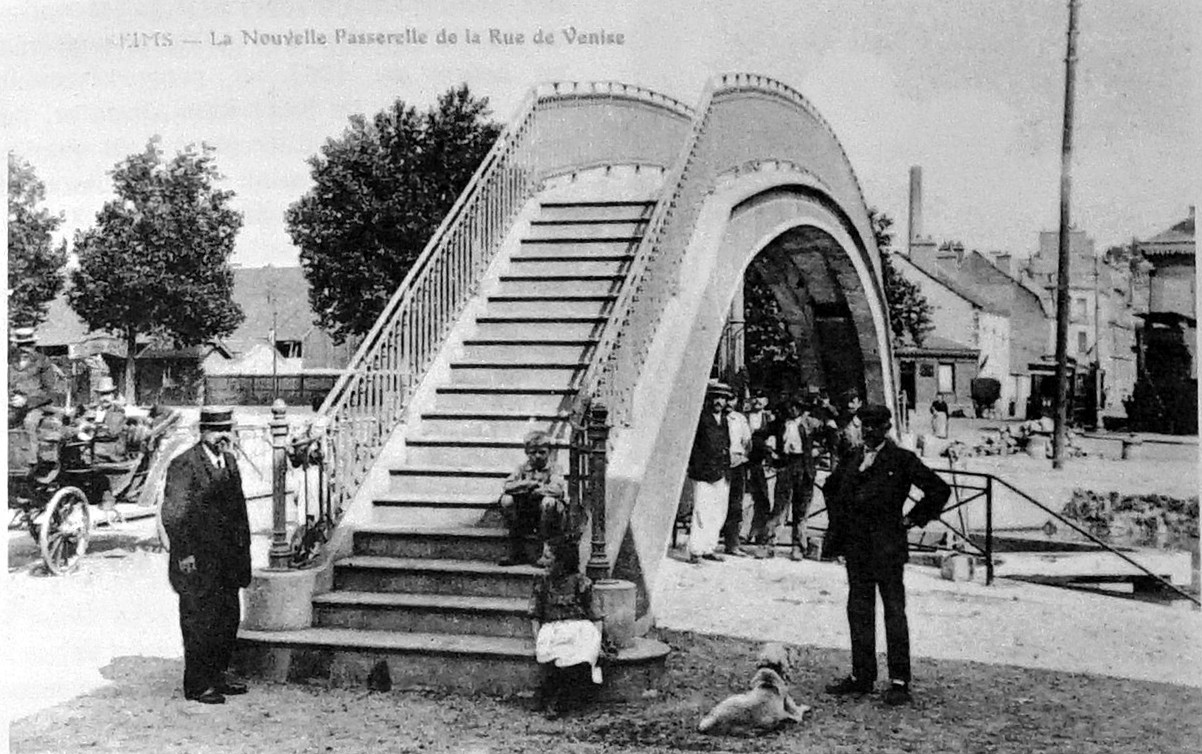
La nouvelle passerelle rue de Venise.
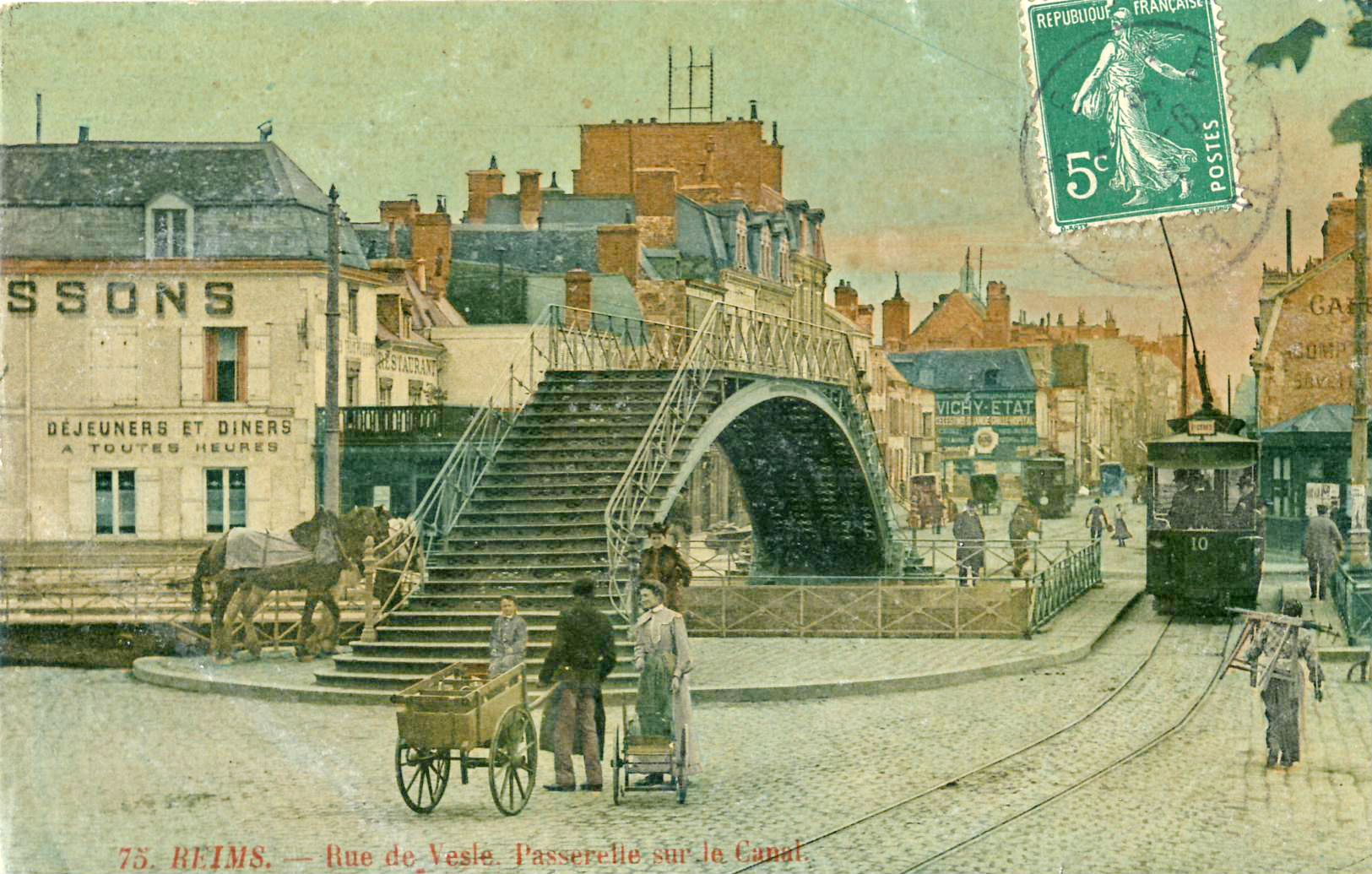
Passerelle rue de Vesle.